# Luigi XV di Francia
(Madame de Pompadour a Luigi XV)
Luigi XV di Borbone, detto il Beneamato (Versailles, 15 febbraio 1710 – Versailles, 10 maggio 1774), è stato re di Francia dal 1715 fino alla sua morte.
Ereditato il trono dal bisnonno Luigi XIV di Francia all'età di appena cinque anni, trascorse i primi anni della sua vita in relativa tranquillità sotto l'attenta guida di diversi precettori, che gli fornirono una vasta cultura, mentre il potere effettivo venne delegato ad alcuni reggenti. Al compimento della maggiore età, Luigi XV affidò il governo al cardinale Fleury, suo vecchio precettore.
All'inizio del regno ottenne grandi consensi da parte del popolo, che arrivò a tributargli l'appellativo di "Beneamato". Con il passare degli anni però la sua debolezza nel prendere decisioni e l'intrigante e costante presenza delle sue amanti ne fecero crollare la popolarità, tanto che alla sua morte per le vie di Parigi impazzarono i festeggiamenti, com'era accaduto anche per Luigi XIV, e il suo funerale dovette essere celebrato di nascosto e nottetempo per evitare, com'era capitato con il suo predecessore, che il feretro venisse sottoposto al pubblico dileggio.
Sotto il suo regno la Francia ottenne tuttavia grandi successi militari all'interno del continente europeo, come la conquista del ducato di Lorena, ma perse il controllo su gran parte del proprio impero coloniale a favore della Gran Bretagna.

## Biografia

### Giovinezza

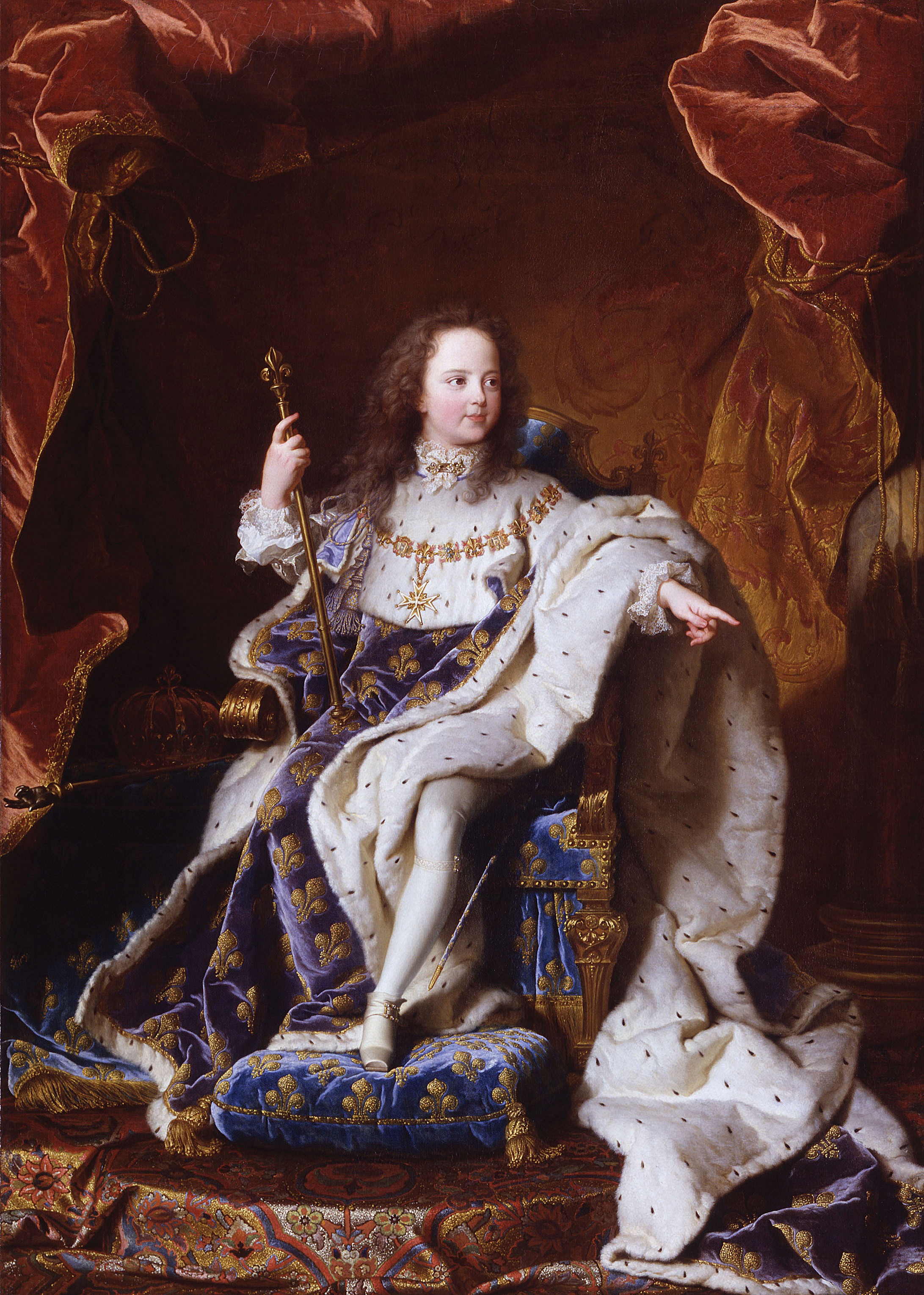
Un dipinto raffigurante Luigi XV in giovane età, di Hyacinthe Rigaud

Il futuro Luigi XV nacque nel Castello di Versailles il 15 febbraio 1710, sotto il regno del bisnonno Luigi XIV. Era il terzogenito di Luigi, duca di Borgogna e di Maria Adelaide di Savoia, sorella del re Carlo Emanuele III. Suo nonno paterno era il Gran Delfino Luigi di Borbone detto Monseigneur, figlio del Re Sole. Luigi, che alla nascita venne insignito del titolo di duca d'Angiò, aveva il titolo e i privilegi di un Petit-Fils de France.
Nel 1710, primo nella linea di successione di Luigi XIV era proprio il Gran Delfino, primogenito ed ultimo sopravvissuto tra i figli maschi legittimi del Re Sole. Monseigneur aveva avuto tre figli: il duca di Borgogna, padre di Luigi, Filippo, duca d'Angiò, che era divenuto re di Spagna, e Carlo, duca di Berry.
La madre del giovane Luigi, Maria Adelaide, era una donna molto vivace e affettuosa e, cosa del tutto insolita fra i membri della casa reale, pare fosse sinceramente innamorata del marito. La coppia svolse un ruolo centrale nella vita di corte di Versailles quando il Re Sole divenne anziano.
Nel 1700, il duca di Angiò era diventato re di Spagna con il nome di Filippo V, ereditando la corona del Paese natio di sua nonna Maria Teresa. Il passaggio della corona spagnola dagli Asburgo ai Borbone causò lo scoppio della Guerra di successione spagnola. Il nuovo re di Spagna, infatti, poteva teoricamente recuperare anche la corona di Francia, nel caso (che in effetti si verificò) sia il Gran Delfino sia il duca di Borgogna (secondo nella linea di successione) fossero premorti a Luigi XIV. Le maggiori potenze protestanti, Gran Bretagna e Olanda, ma anche gli Asburgo d'Austria, avevano la necessità di opporsi a una possibile unione di Francia e Spagna, che avrebbe sancito la nascita di un'egemonia borbonica sul continente europeo. Con la Pace di Utrecht (aprile 1713) che concluse il conflitto, Filippo V dovette rinunciare alla prospettiva di diventare re di Francia.
Nel frattempo si verificarono le condizioni che avrebbero astrattamente consentito a Filippo V di regnare anche sulla Francia. Il 14 aprile 1711, nonostante godesse di buona salute e non fosse in età avanzata, il Gran Delfino si spense improvvisamente all'età di cinquant'anni per cause naturali. Divenne quindi erede al trono di Francia suo figlio, il duca di Borgogna. Appena un anno più tardi anche la duchessa di Borgogna, Maria Adelaide, morì di vaiolo il 12 febbraio 1712. Il 18 febbraio l'epidemia condusse a morte anche il marito. Essendo probabile che anche i figli della coppia fossero stati contagiati dal morbo, i medici sottoposero a violenti salassi il maggiore, Luigi, duca di Bretagna, che si spense l'8 marzo successivo. Solo l'intervento di Madame de Ventadour, governante dei giovani principi, impedì ai medici di sottoporre a un salasso anche il piccolo Luigi; la governante lo seguì costantemente durante tutta la sua malattia e Luigi l'amò come una madre. Nel 1714 morì senza discendenza anche l'ultimo dei nipoti di Luigi XIV, Carlo, duca di Berry, il più giovane dei figli del Gran Delfino. In soli tre anni il Re Sole aveva perso quattro discendenti maschi: ora rimaneva solo il suo pronipote Luigi, di appena quattro anni.

#### Reggenza

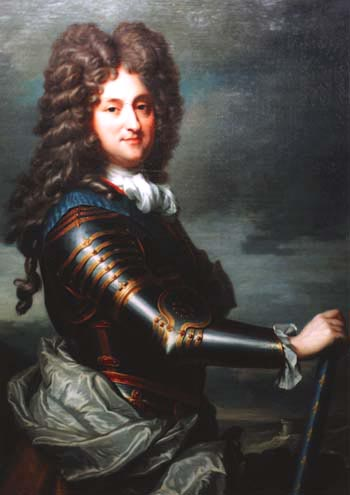
Il reggente Filippo d'Orléans

Nell'agosto del 1715, divenne chiaro che anche Luigi XIV era prossimo alla morte: la gangrena lo stava consumando. Il 1º settembre, il Re Sole si spense, dopo un regno durato settantadue anni. Nel luglio 1714 Luigi XIV aveva emanato il cosiddetto "decreto di Marly" in cui si inseriva la possibilità che anche i figli naturali, se legittimati, potessero succedere al trono. Nel caso della morte del piccolo duca d'Angiò, eredi legittimi sarebbero quindi diventati due dei figli che il Re Sole aveva avuto dalla marchesa di Montespan: il duca del Maine e il conte di Tolosa.
Pur andando contro la tradizione, che non accettava la nomina a re per i figli illegittimi, Luigi prese questa decisione per evitare che la sua discendenza diretta nel governo del Paese terminasse. La scelta cadde sui due fratelli per la grande insistenza della nuova moglie del sovrano, Madame de Maintenon, che li aveva allevati sin dalla più tenera età. La nomina serviva inoltre ad affiancare i due fratelli a colui che era stato designato come reggente al trono, Filippo II d'Orléans, figlio del fratello minore del sovrano, Filippo. Sino alla maggiore età del nuovo re, Filippo avrebbe esercitato la reggenza, ma sarebbe sempre stato affiancato da un Consiglio di Reggenza composto da quattordici membri.

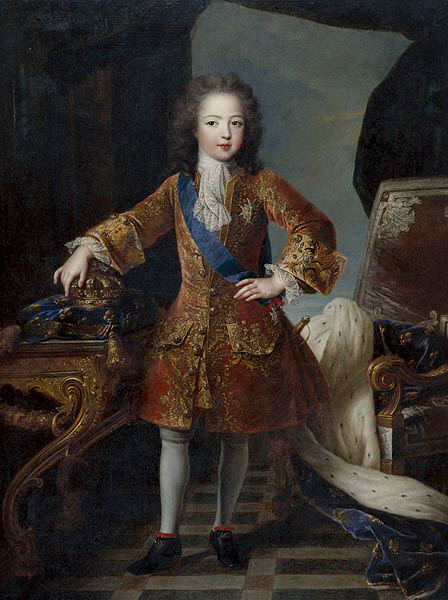
Luigi XV di Francia nel 1720 circa ritratto da Pierre Gobert

Filippo venne nominato presidente del Consiglio, ma per prendere una decisione doveva in ogni caso ottenere la maggioranza dei voti. Luigi XIV era ancora in vita quando sorsero i primi scontri tra due fazioni avverse: quella composta dalla Maintenon, dal duca del Maine e dal conte di Tolosa, e quella di Filippo. Quest'ultimo godeva dell'appoggio dell'alta aristocrazia e del Parlamento di Parigi, mentre il partito dei due legittimati cercava l'appoggio della nobiltà minore, insofferente per i privilegi dei Pari e dei duchi.
L'alta nobiltà inoltre si opponeva alla nomina dei figli illegittimi, elemento di rottura con la tradizione monarchica, che aveva creato uno status intermedio, quello di "legittimato" tra i principi di sangue e i duchi Il Parlamento di Parigi si vide restituiti diritti che gli erano stati tolti da Luigi XIV e ottenne posti di rilievo per i suoi membri nei consigli della Reggenza. L'Orleans venne favorito anche dal maggiore favore che nutriva verso gli esponenti del giansenismo e del gallicanesimo (correnti religiose che avevano molti simpatizzanti tra i parlamentari parigini), mentre i cattolici romani, fedeli a papa Clemente XI che aveva da poco condannato i giansenisti, si raccolsero attorno alla Maintenon.
Due giorni dopo la morte del re, si riunì il Parlamento di Parigi: oltre ai parlamentari anche aristocratici e principi del sangue si riunirono per la prima volta dopo anni. Filippo aprì la seduta e venne data pubblica lettura delle volontà di Luigi XIV. Al termine della lettura, Filippo propose ai membri del Parlamento riuniti di nominarlo unico reggente e di abolire il Consiglio di Reggenza. I membri del Parlamento accolsero con favore la proposta del duca d'Orléans, che divenne reggente unico del giovane re Luigi XV. Quale segno simbolico di riavvicinamento al potere parlamentare, Filippo decise di trasferire la corte da Versailles a Parigi, come descrive in dettaglio nelle sue Memorie Saint-Simon. Mentre Filippo aveva trasferito la sua dimora al Palais-Royal, Luigi venne mandato nel castello di Vincennes, fuori Parigi, immerso nel verde di una foresta dove il re avrebbe potuto godere di un'aria più salubre di quella della capitale. Nel 1716, Luigi venne portato nel Palazzo delle Tuileries, non distante da Palais-Royal e nel cuore di Parigi, poiché il paese di Vincennes risultò troppo piccolo per ospitare tutto il suo seguito.
Per quanto riguarda la politica interna, Filippo, con l'aiuto del cardinale Guillaume Dubois, divenuto primo ministro nel 1722, e di John Law, controllore generale delle finanze, favorì fortemente la nobiltà, spogliata di gran parte degli incarichi da Luigi XIV. Sul campo internazionale, nel 1717 strinse un'alleanza, che prese il nome di Triplice Alleanza, con la Gran Bretagna di Giorgio I e con i Paesi Bassi contro la politica di aggressiva espansione promossa da Filippo V di Spagna, che non aveva ancora abbandonato il progetto di un grande regno che unisse Parigi e Madrid.

#### Educazione
Come ogni principe francese che avesse raggiunto i sette anni, Luigi fu tolto alle cure della governante, Madame de Ventadour, per essere affidato ai precettori, primo fra tutti il duca di Villeroi, sovrintendente dell'educazione del giovane re e amico di Luigi XIV. Come appoggio per il duca fu nominato precettore André-Hercule de Fleury. Villeroi amava mettere alla prova il piccolo sovrano, che durante le cerimonie pubbliche diede dimostrazione di essere perfettamente padrone delle sue emozioni e di sapersi comportare da re.
In quanto tutore, Fleury diede a Luigi una preparazione culturale eccellente. Già in giovane età l'allievo aveva imparato a scrivere, a leggere, a danzare e aveva subito manifestato amore per la storia e la geografia. 

Fleury scelse per lui alcuni grandi intellettuali ed eruditi della sua epoca, come il cartografo Guillaume Delisle. Luigi, avido lettore e ragazzo molto curioso, si interessò alla scienza, in particolare fisica e medicina e si dedicò alla lettura di saggi di matrice illuministica. Successivamente, finanziò la creazione di un reparto di fisica (1769) e di meccanica (1773) presso il Collège de France.

### Incoronazione e matrimonio

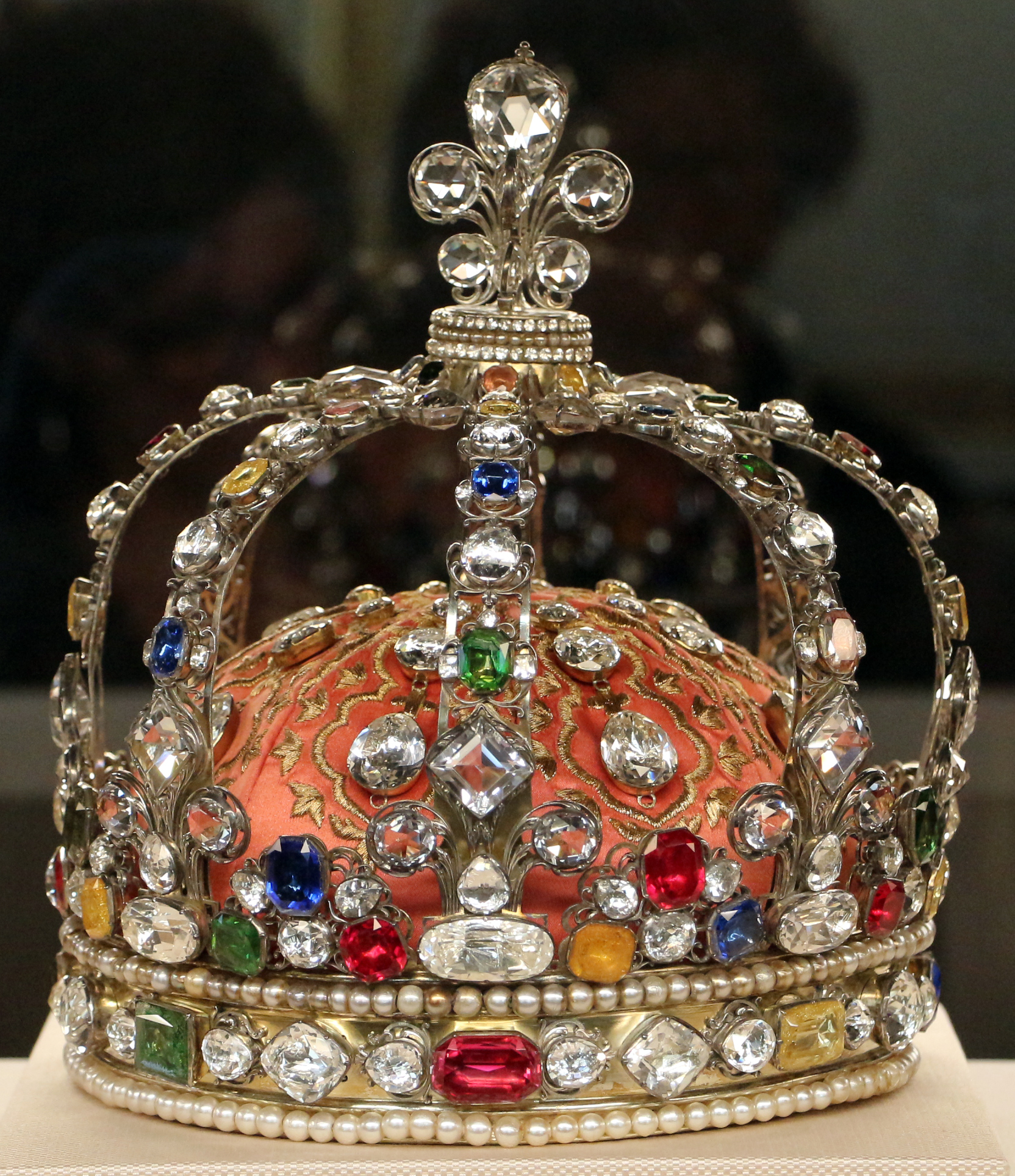
Corona reale di Luigi XV per la sua incoronazione

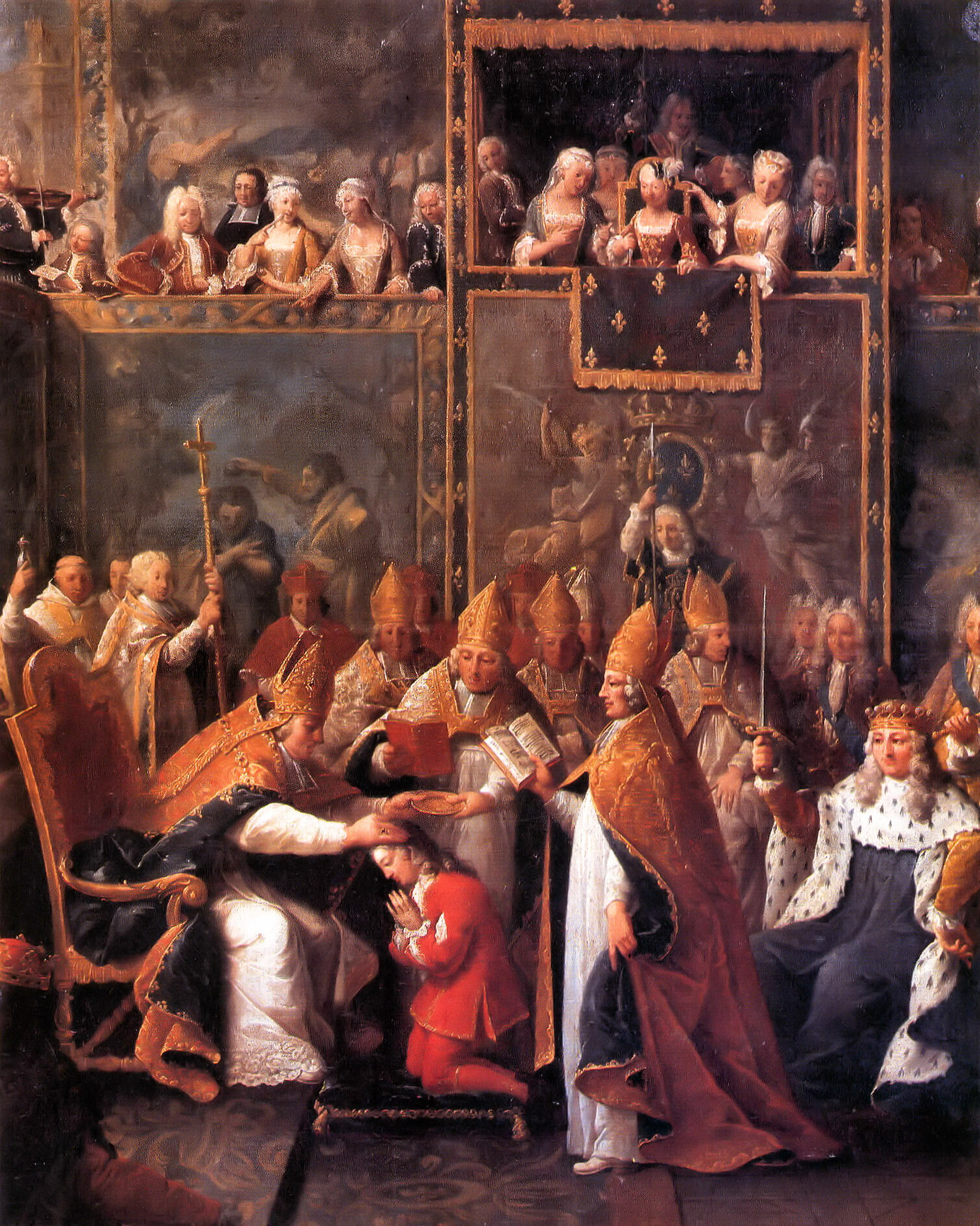
L'incoronazione di Luigi XV nella Cattedrale di Reims

Nel 1721 il re di Spagna Filippo V, zio di Luigi, propose in sposa al nipote sua figlia Maria Anna Vittoria, infanta di Spagna. Ma l'ipotesi di un fidanzamento con una bimba di tre anni fu fortemente rifiutata da Luigi, a sua volta appena undicenne. Ci si affrettò quindi a rimandare l'infanta a Madrid: Filippo V e la moglie, Elisabetta Farnese, si infuriarono poiché vedevano in questo modo sfumare la possibilità di unire le due corone.
Nel 1722 la corte tornò ufficialmente a stabilirsi a Versailles, da dove non si sarebbe più mossa. Il re aveva nel frattempo raggiunto la maggiore età e si preparava a essere incoronato: il 25 ottobre 1722 la cerimonia solenne ebbe luogo nella Cattedrale di Reims e un anno dopo, nel 1723, il Consiglio di Reggenza venne sciolto e il giovane sovrano fu riconosciuto ufficialmente come re di Francia con il nome di Luigi XV. Pochi mesi dopo moriva Filippo II d'Orléans, al quale erano stati affidati incarichi minori di governo.
Su esortazione di Fleury, Luigi nominò Luigi-Enrico di Borbone-Condé, duca di Borbone e suo parente più prossimo, primo ministro. Di fatto il duca di Borbone occupava ora il posto che era stato di Filippo d'Orléans.
La preoccupazione principale del duca di Borbone era la discendenza. Luigi era giovane e stava crescendo vigoroso, ma aveva anche dovuto attraversare lunghi periodi di malattia; se fosse successo qualcosa al re, la corona sarebbe passata al ramo collaterale, quello degli Orléans e quindi nelle mani di Luigi d'Orléans, figlio di Filippo. Per scongiurare questo problema, si cercò una moglie per il re che fosse in età per dargli un erede. Dopo vari negoziati, si propose al re la mano di Maria Leszczyńska, figlia dell'ex re di Polonia Stanislao Leszczyński. Maria aveva sette anni in più di Luigi, era sana e sembrava che potesse dargli in tutta sicurezza un erede. Stanislao, che aveva perso il trono, vedeva questa come una grande occasione di riscatto e accettò subito. Sia Luigi sia Maria erano soddisfatti per la conclusione dei negoziati e convolarono a nozze nel settembre del 1725.
Il duca di Borbone intanto cercò di allontanare da Parigi il vecchio tutore del re, Fleury, poiché con il suo ascendente sul sovrano, andava acquistando sempre più potere. Così cercò di convincere il re a congedare il cardinale: con l'aiuto della nuova regina, che gli era debitrice per essere diventata moglie del re, il duca tentò di convincere Luigi a sbarazzarsi dello scomodo cardinale. Ma Luigi, molto legato all'anziano ecclesiastico rifiutò, e approfittò dell'impopolarità del duca, che stava preparando una guerra contro la Spagna e il Sacro Romano Impero, per cacciare lui e la sua amante in esilio a Chantilly. Rimproverò aspramente anche Maria, che aveva in questo modo agito contro la sua volontà, e da quel momento non si abbandonò mai a lei in una relazione di confidenza.

### Gouvernement reparateurdi Fleury

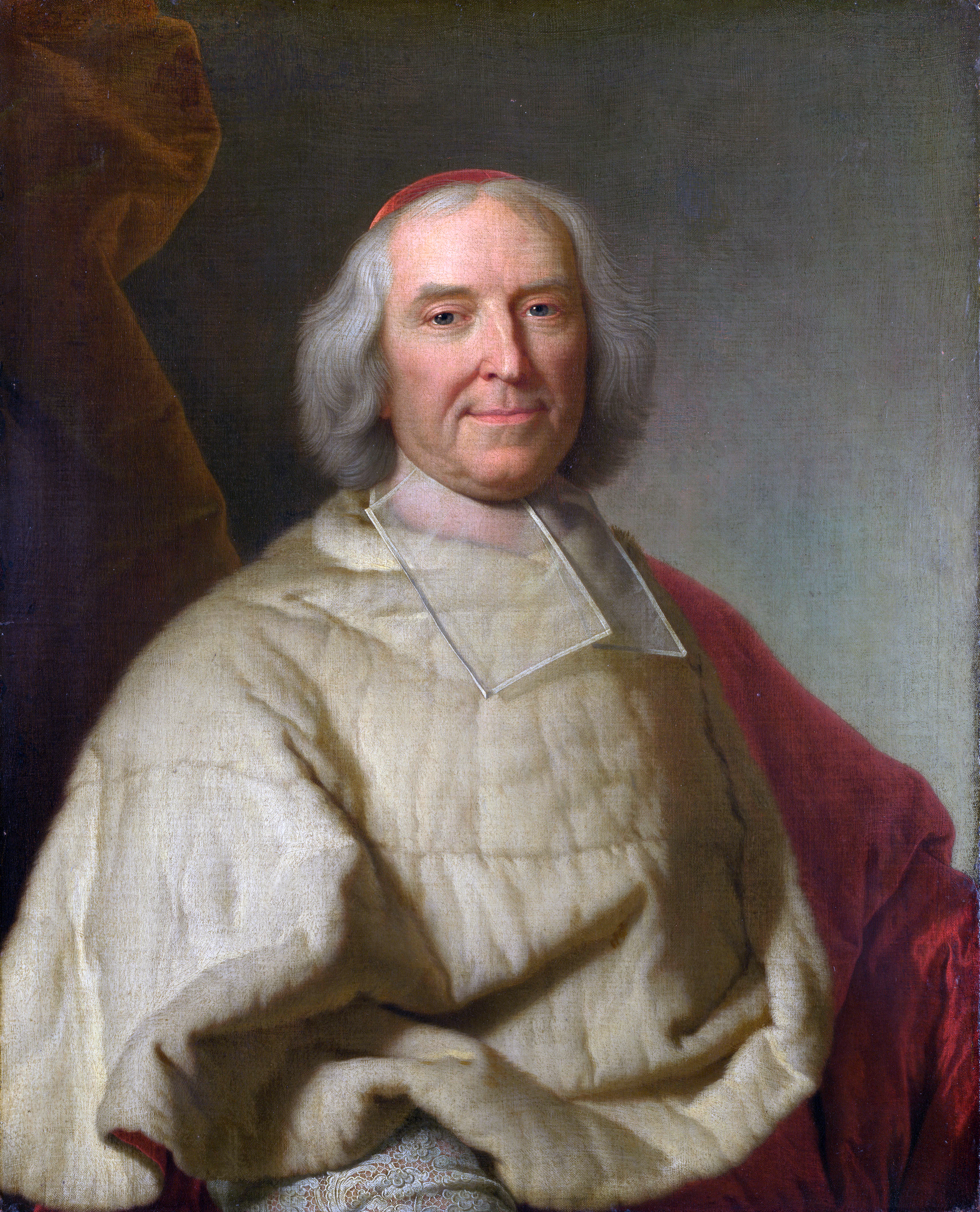
Il cardinale Fleury in un ritratto di Hyacinthe Rigaud

Dal 1726 sino al giorno della sua morte, avvenuta il 29 gennaio 1743, il cardinale Fleury, pur senza il titolo di primo ministro, amministrò la Francia con l'assenso del re. Tornava sulla scena un primo ministro cardinale come Richelieu sotto Luigi XIII e Mazzarino sotto Luigi XIV. Gli storici contemporanei tendono a definire il periodo di governo di Fleury come uno dei migliori dell'ancien régime.

#### Politica interna

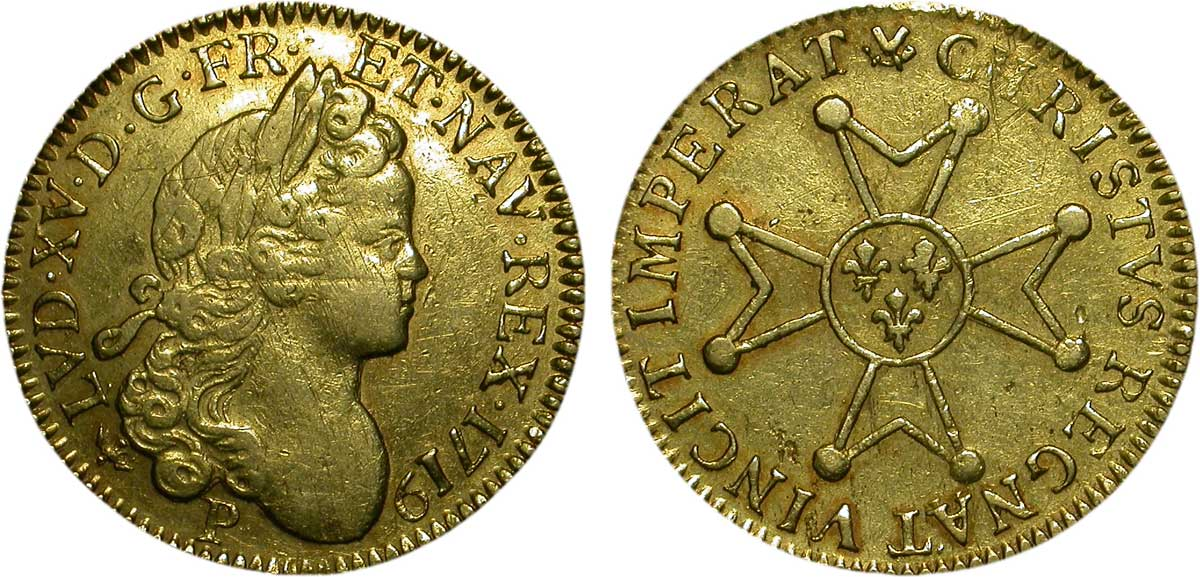
Luigi XV - Moneta da 1 Luigi d'oro

Con l'aiuto di ministri competenti ed efficienti come Philibert Orry, il cardinale riuscì a raggiungere il pareggio del bilancio nel 1738. Inoltre promosse una grande politica di espansione economica: in particolare le vie di comunicazione furono migliorate e ampliate. Creò canali, come quelli che collegano i fiumi Oise e Somme e ampliò il fiume Schelda, sino a farlo sfociare nei Paesi Bassi. In pochi anni, la Francia divenne il paese meglio organizzato come sistema stradale in tutta Europa. Anche a livello edilizio ci fu una enorme crescita. Città come Parigi, Bordeaux, Rennes, Nîmes, Nantes, Rouen crebbero e si trasformarono da città medievali in centri moderni, grazie alla costruzione di piazze, palazzi, edifici pubblici. Il numero della popolazione aumentò molto, tanto che Lione e Marsiglia arrivarono a contare oltre centomila abitanti. Inoltre il cardinale si dedicò a combattere il giansenismo, già condannato dal papa, che in Francia aveva trovato grande sviluppo, e il gallicanesimo, che auspicava uno scisma dalla Chiesa di Roma per fondare una Chiesa cattolica francese indipendente.
Venne promosso anche il commercio marittimo, trascurato durante il regno di Luigi XIV, tanto che il numero delle navi da commercio divenne quattro volte maggiore tra il 1715 e il 1789.

#### Politica estera

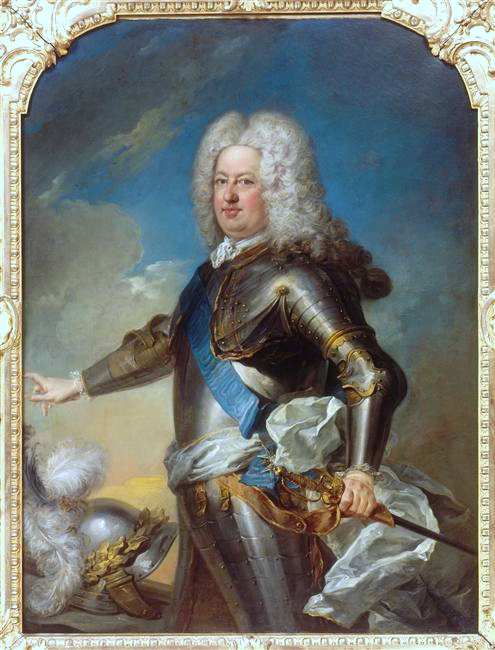
Stanislao Leszczyński, ex re di Polonia e duca di Lorena dal 1738 in un ritratto di Jean-Baptiste van Loo

Sul piano internazionale, Fleury tentò di mantenere un clima di distensione e di equilibrio, stipulando trattati di pace con la Gran Bretagna e stringendo patti di riconciliazione con la Spagna.
Intanto la regina aveva partorito per la terza volta e finalmente era nato il tanto sospirato erede, un maschio che venne battezzato con il nome di Luigi. Per la prima volta il popolo mostrava riconoscenza nei confronti della regina polacca, accolta freddamente dai francesi, festeggiando il nascituro per giorni. La nascita di un erede maschio garantiva continuità alla linea dinastica e impediva a Filippo V di Spagna di tentare di impossessarsi del trono francese.
Nel 1733, pur contro la politica di Fleury, Luigi acconsentì, su consiglio del suo ministro Germain Louis Chauvelin, a scendere in guerra. Era infatti da poco scoppiata la Guerra di successione polacca: il suocero del re, Stanislao Leszczynski, chiese aiuto alla Francia per poter tornare sul trono di Polonia, lasciato vuoto dopo la morte del re Augusto II. Spalleggiato da un forte partito francese, Stanislao giunse a Varsavia dove una Dieta di nobili polacchi lo rimise sul trono. La Russia e l'Impero asburgico appoggiavano tuttavia il figlio del defunto re, Augusto III; in breve l'esercito austriaco fece irruzione in Polonia e Stanislao dovette fuggire e fu destituito per una seconda volta.
I francesi non intervennero più negli affari polacchi, ma attaccarono il ducato di Lorena, il cui duca, Francesco III, era promesso sposo di Maria Teresa d'Asburgo, figlia dell'imperatore del Sacro Romano Impero Carlo VI. Una volta sposati, la Lorena avrebbe rappresentato un pericolo per la Francia, in quanto avvicinava pericolosamente i confini austriaci al territorio francese. Così le truppe francesi dilagarono in Lorena e presero la capitale, Nancy. 

I conflitti si conclusero nel 1738 con un bilancio positivo per la Francia di Luigi XV, che conquistava il Ducato di Lorena. Il Trattato di Vienna pose definitivamente fine alle ostilità: a Stanislao venne concesso di regnare sulla Lorena, a titolo di indennizzo per la perdita del regno di Polonia, mentre Francesco III ottenne i diritti di successione sul Granducato di Toscana.
Luigi e Fleury ottennero anche grandi risultati nei Balcani: l'Impero ottomano, tradizionale alleato della Francia contro gli Asburgo, aveva riottenuto il controllo di Belgrado grazie ai francesi, che ricevettero in cambio importanti privilegi commerciali.
Nel 1739 Luigi fu iniziato in Massoneria nella loggia reale dei piccoli appartamenti di Versailles.
Ma i conflitti non dovevano terminare: nel 1740, alla morte dell'imperatore Carlo VI d'Austria, scoppiò la Guerra di successione austriaca. Il cardinale non riuscì, per la seconda volta, a frenare il partito della guerra, che convinse Luigi a entrare nel conflitto. La Francia quindi, schierata a fianco della Prussia, dichiarò guerra all'Austria di Maria Teresa. Il conflitto durò sette anni, ma il cardinale non fece in tempo a vederne la conclusione. Si spense infatti il 29 gennaio 1743, all'età di novant'anni.

### Governo personale di Luigi,le Bien-Aimé
Con la morte del cardinale, Luigi decise di non affidarsi più a un primo ministro e di amministrare in prima persona gli affari del suo regno.
I rapporti con la regina erano buoni: Maria aveva partorito dieci volte in otto anni, anche se solo due volte erano nati maschi, di cui solamente uno riuscì a sopravvivere. Tuttavia, dopo sette anni di assoluta fedeltà Luigi decise di affiancarsi delle amanti, il che fece soffrire terribilmente la regina, che se ne lamentò a lungo anche con il padre.
Nel giugno del 1744 Luigi lasciò la corte e Versailles per mettersi alla testa delle sue truppe che combattevano contro l'Austria, l'Inghilterra e l'Hannover. Questa decisione rese il re ancora più amato presso il popolo e presso l'esercito. Tuttavia, dopo una breve visita ad alcune città delle Fiandre, Luigi si ammalò e dovette fermarsi nella città di Metz, dove le sue condizioni parvero subito molto gravi. La Francia cadde in un profondo scoramento e per tutto il Paese il popolo pregava per la salvezza del sovrano. Con l'aiuto dei medici, in particolare di François Quesnay, Luigi riuscì a riprendersi e, su consiglio del suo confessore, licenziò la sua amante, Madame de Chateauroux, che l'aveva seguito fin sui campi di battaglia. La notizia della guarigione del re e della cacciata della sua amante, venne accolta a Parigi con grande entusiasmo tanto che da quel momento Luigi venne chiamato "il Beneamato".

#### Tentativo di riforma: immobilità del governo

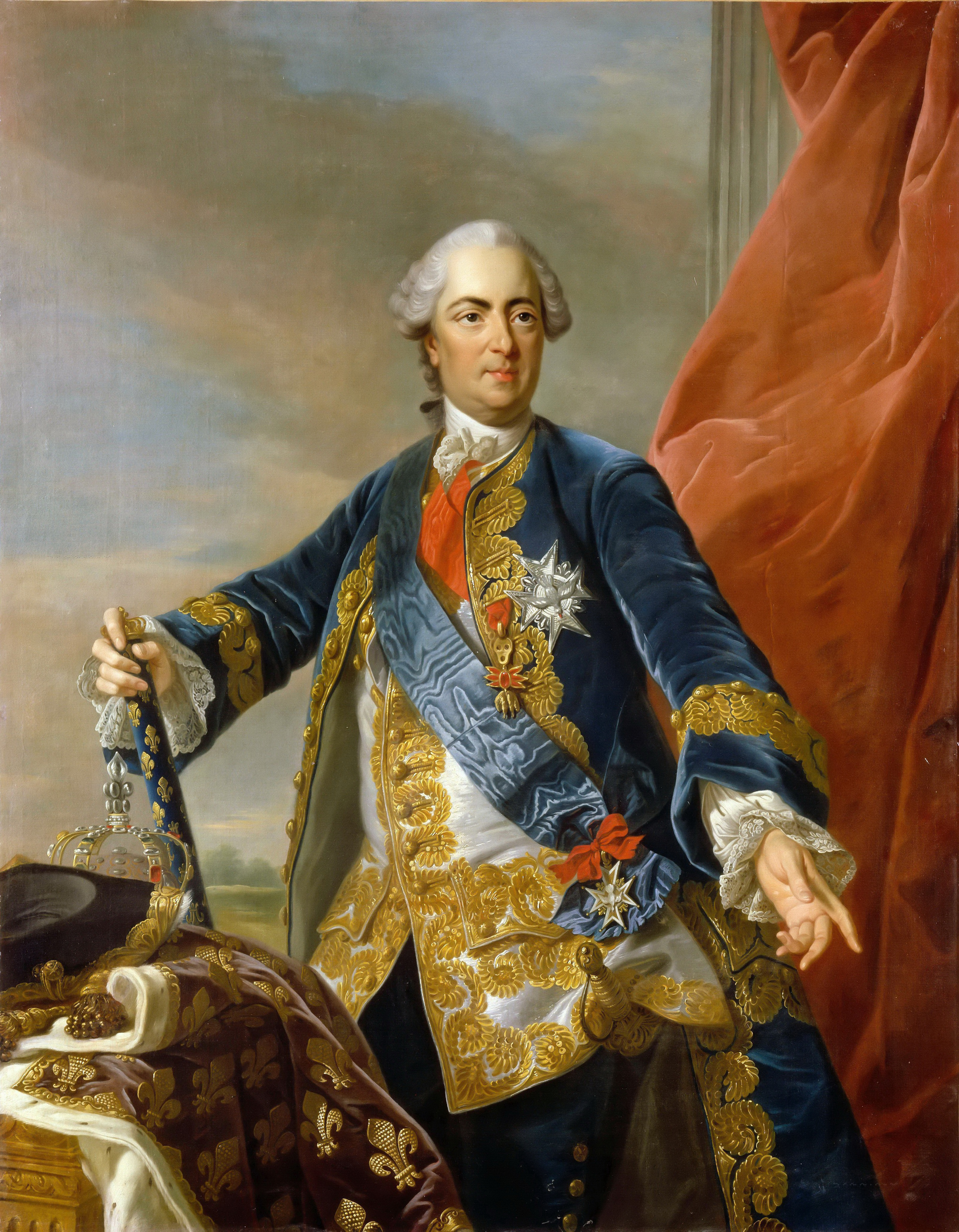
Luigi XV ritratto da Louis-Michel van Loo

Pur essendo, secondo il giudizio di molti storici, più colto e intelligente del bisnonno – alcuni arrivarono a definirlo «il più intelligente dei Borbone assieme a Enrico IV» –, Luigi XV non riuscì a essere un efficiente e sicuro amministratore per il Paese. Dalle sue lettere si comprende quanto fosse lucido e profondo mentalmente, e quanto fosse esperto in questioni politiche; nonostante ciò fu sempre trattenuto nelle sue decisioni da una sorta di timore di sbagliare, di incertezza e mancanza di fiducia in sé stesso, che superò solamente verso gli ultimi anni di regno.
I suoi ministri ebbero larga autonomia: raramente il re si oppose alla loro linea d'azione politica. Essi si riunivano e prendevano le decisioni che poi venivano sottoposte al sovrano, il cui compito era quello di confermarle o di modificarle.
L'impassibilità del re era tale che i suoi ministri non riuscivano mai a capire se gli erano gradite o meno le decisioni che proponevano. Luigi tentava di tenerli all'oscuro delle sue reali opinioni e spesso li faceva spiare e controllare da uno stuolo di servitori. Oltre a ciò, Luigi aveva creato una fitta rete segreta di agenti, direttamente al suo servizio, che agiva in concorrenza e spesso in contrasto con gli inviati ufficiali. Questo modo di comportarsi prese il nome di Secret du Roi, segreto del re.
Nel 1749 il controllore generale di Luigi, d'Arnouville decise di attuare una radicale riforma: introdusse infatti il vingtième, tassa sui redditi imposta a tutti i francesi senza eccezione alcuna. Ovviamente la nobiltà protestò per questa nuova riforma e rifiutò di pagare; a protestare maggiormente fu il clero, che vedeva l'imposizione di una tassa come una rottura dei suoi privilegi e come un insopportabile tentativo da parte dello Stato di assoggettare la Chiesa. 

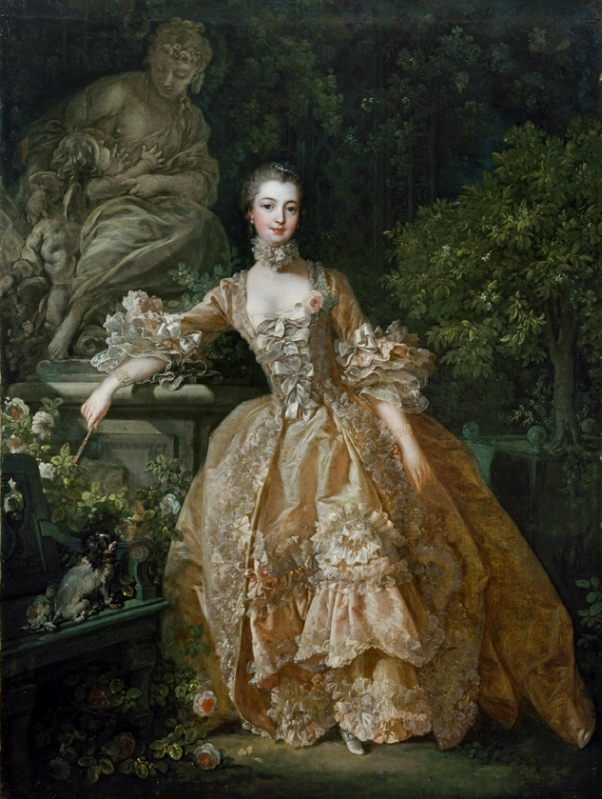
Madame de Pompadour ritratta da François Boucher nel 1759, Londra, Wallace Collection

A questo punto l'Alto Consiglio, organo presieduto dal re per le questioni diplomatiche, militari e religiose si divise in due parti in totale e feroce disaccordo tra loro. Il primo partito, detto dei Dévots, si schierò dalla parte della Chiesa e tra i suoi maggiori rappresentanti spiccavano la regina Maria, il Delfino Luigi, le figlie del sovrano, i gesuiti e il conte d'Argenson, segretario di Stato per la guerra e avversario instancabile di d'Arnouville. Il secondo partito, retto dalla marchesa di Pompadour, amante del re e influentissima a corte dal 1745 al 1764, era invece sostenitore della politica riformista di Machault. Luigi, sensibile in materia religiosa, vista la dura opposizione del clero decise, nel 1751, di lasciar cadere il progetto. L'applicazione della legge al clero fu così interrotta e si dovette rivedere l'intera riforma fiscale.

#### Discordie religiose: persecuzione degli ugonotti
Nonostante fossero stati duramente sconfitti presso la loro roccaforte di La Rochelle dal cardinale Richelieu e fosse stato revocato l'Editto di Nantes, che lasciava loro libertà religiosa, gli ugonotti in Francia erano ancora presenti in grosse comunità. Luigi XV, seguendo la politica religiosa inaugurata da Luigi XIV, promosse delle campagne di persecuzione contro di loro. Il rito protestante nel regno non era ammesso: numerosi matrimoni furono resi nulli e, di conseguenza, i figli di coppie ugonotte non furono riconosciuti e vennero privati dell'eredità paterna. Le riunioni protestanti furono intercettate e i partecipanti uccisi o arrestati. A Cevenne, luogo di grande concentrazione di ugonotti, una riunione fu repressa nel sangue mentre nel 1749 a Bordeaux furono condannate quarantasei persone perché ugonotte. Nel 1752 vi fu una nuova ingente migrazione di ugonotti dalla Francia, che contribuì a frenare lo sviluppo industriale ed economico del Paese.

### Politica estera

#### Guerra in Europa

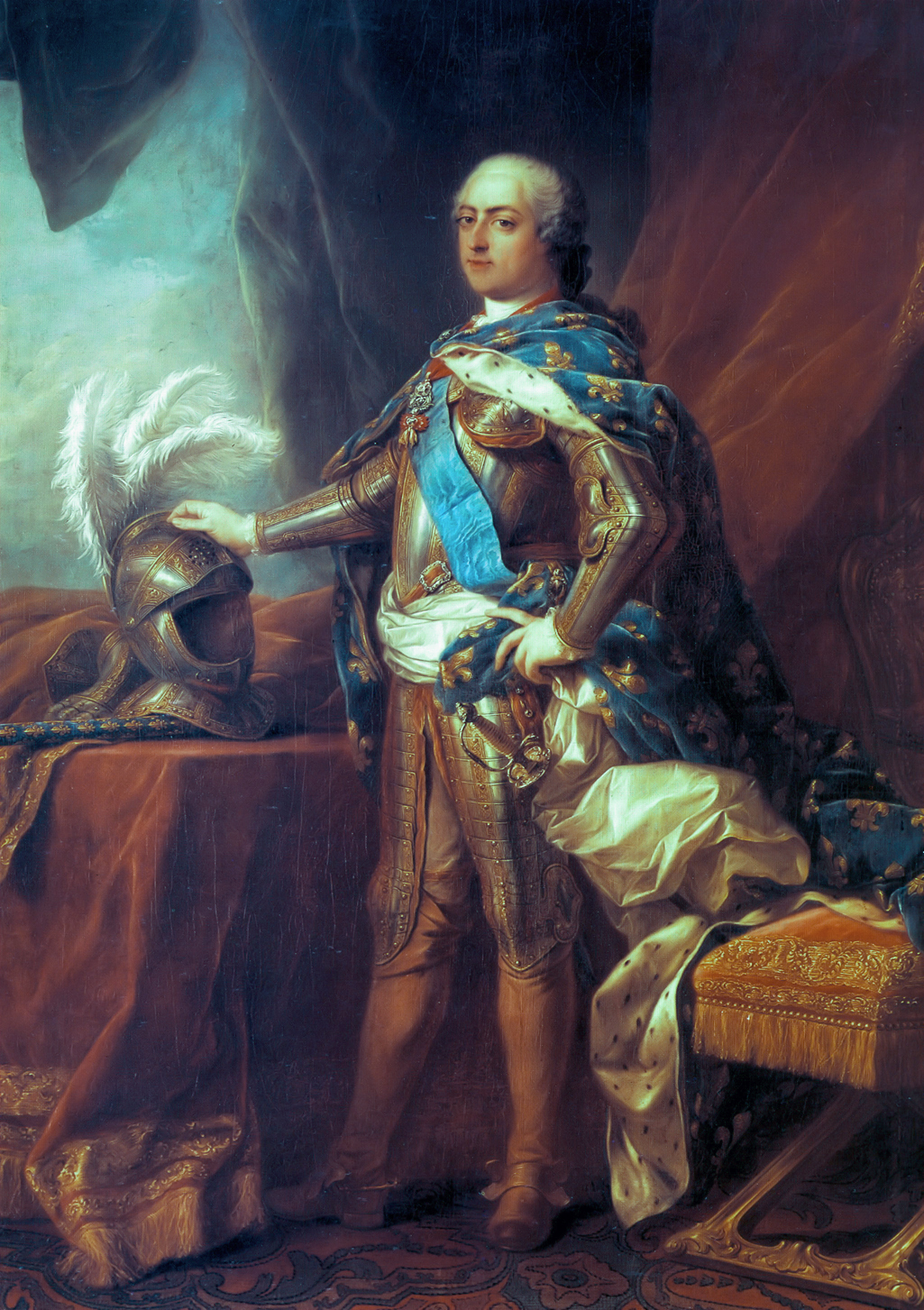
Ritratto di Luigi XV in armatura, di Charles-André van Loo

Nel 1740, la morte dell'imperatore Carlo VI d'Asburgo aveva segnato l'inizio della Guerra di successione austriaca. La Francia, ancora governata dal Fleury, era alleata con la Prussia e combatté contro Austria, Gran Bretagna e Olanda. All'inizio del conflitto Federico II di Prussia conquistò la regione della Slesia, appartenente ai territori asburgici.
L'esercito francese ottenne una serie di grandi vittorie a Fontenoy (1745), a Rocourt (1746) e a Lauffeld (1747). Quella di Fontenoy, ottenuta da Maurizio di Sassonia, è ancora oggi considerata una delle massime vittorie francesi contro la Gran Bretagna.
Nel 1748, la Francia occupava tutta la parte meridionale delle Fiandre, una delle regioni più ricche d'Europa. Con il Trattato di Aquisgrana (1748), che pose fine alla guerra, Luigi XV dovette restituire questi territori agli Asburgo d'Austria.
L'arciduchessa d'Austria non aveva tuttavia rinunciato a tutte le sue pretese sulla Slesia. Ben presto fu inviato a Versailles in qualità di ambasciatore, il cancelliere von Kaunitz, con l'obiettivo di stipulare un'alleanza tra le due nazioni. Kautnitz prometteva di caldeggiare la candidatura per il trono polacco di un pretendente francese e di eleggere reggente dei Paesi Bassi austriaci il genero di Luigi. Tuttavia l'opinione pubblica era vicina a Federico II, vista anche l'accoglienza che questo sovrano offriva a numerosi intellettuali francesi. Poiché anche alcuni ministri di Luigi espressero vicinanza alla Prussia, l'ambasciatore austriaco decise di servirsi della favorita del re, Madame de Pompadour, per ottenere i suoi scopi.
Nel 1756, alla notizia del Trattato di Westminster che univa Gran Bretagna e Prussia in un patto di non belligeranza, Luigi si affrettò a firmare l'alleanza con l'Austria con il Trattato di Versailles: il rovesciamento delle alleanze era compiuto. La Francia abbandonava i vecchi alleati, Svezia, Polonia, Turchia e Stati germanici, per legarsi all'Austria di Maria Teresa d'Asburgo e alla Russia di Elisabetta Romanova.
Federico II di Prussia capì di essere rimasto ormai solo in Europa: la Gran Bretagna, che ora vedeva William Pitt come primo ministro, era infatti impegnata sui mari mentre sul continente si andava formando una coalizione contro Berlino. Il re decise quindi di invadere la Sassonia, senza una regolare dichiarazione di guerra. Il regno sassone fu invaso nel 1756 e la famiglia reale trattata brutalmente, tanto che la regina Maria Giuseppina morì in seguito ai maltrattamenti prussiani.
La Francia dichiarò immediatamente guerra alla Prussia e occupò militarmente l'Hannover, terra natia del re di Gran Bretagna Giorgio II. Tuttavia, i continui litigi tra gli ufficiali francesi e la cattiva organizzazione dell'esercito austriaco culminarono con la battaglia di Leuthen, dove l'esercito imperiale subì una pesante sconfitta.
Il ministro di Stato per gli affari esteri, Choiseul, riuscì a far entrare in guerra anche la Spagna di Carlo III ma questo non servì a migliorare le cose. Nel 1763 veniva firmata la pace nel Trattato di Parigi con il quale si metteva fine alla guerra dei sette anni.

#### Colonie e guerra sui mari

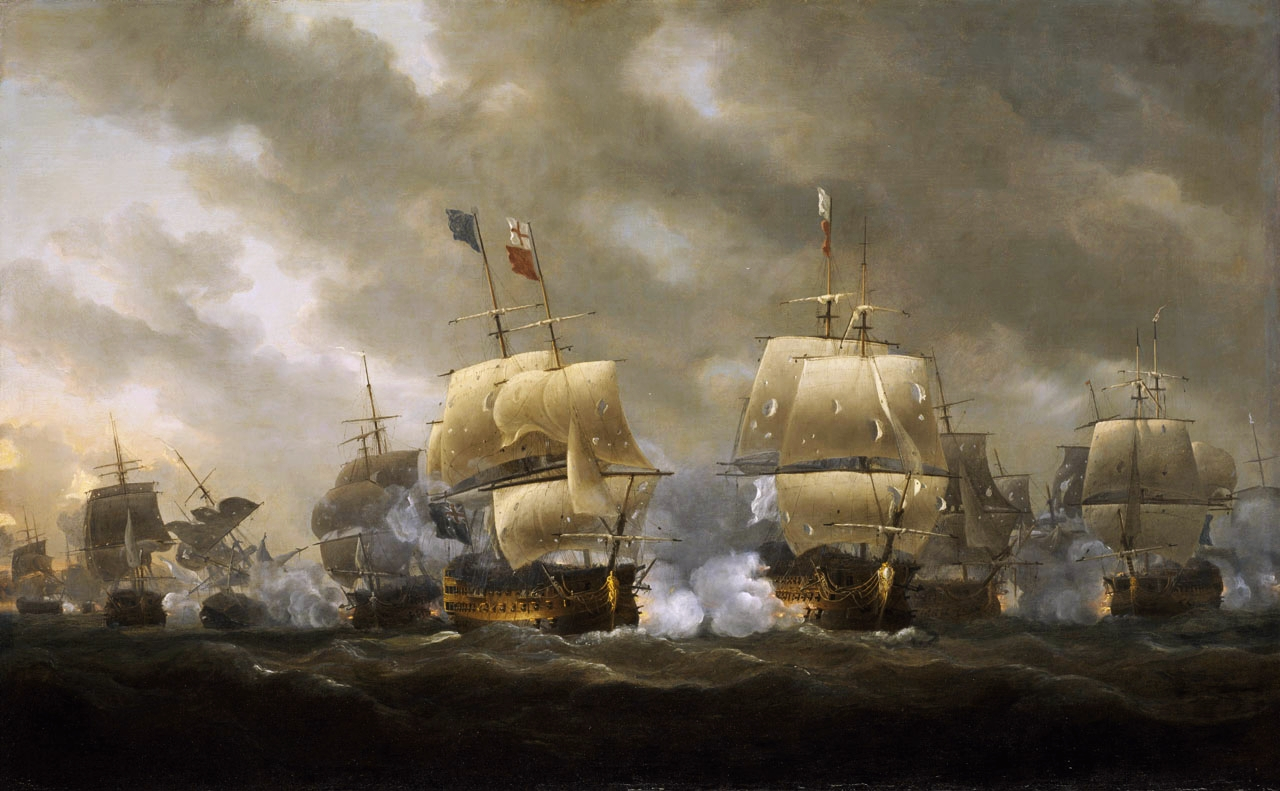
Battaglia della baia di Quiberon tra la flotta inglese e quella francese (Guerra dei Sette Anni, 20 novembre 1759)

La Francia nella prima metà del Settecento possedeva colonie nelle Americhe, Canada e Louisiana, e nelle Indie. La Gran Bretagna, altra grande potenza marittima, aveva interessi nell'America settentrionale e anche nelle Indie. Uno scontro tra i due Paesi per il controllo definitivo degli scali commerciali più importanti sembrava inevitabile.
Nel 1748, coloni francesi e coloni britannici si scontrarono nella regione americana dei Grandi Laghi. In India gli scontri tra i principi locali permisero all'ammiraglio francese Joseph François Dupleix di ottenere importanti scali commerciali e il protettorato sul Carnatico e sull'altopiano del Deccan. Gli inglesi adottarono le stesse tattiche finché le due flotte non si scontrarono. Benché le due nazioni fossero in un periodo di pace, le navi inglesi della Royal Navy tennero in scacco le navi dirette in Canada con rinforzi e approvvigionamenti.
Nel giugno del 1755 un convoglio francese fu intercettato al largo di Terranova e due navi furono catturate. Gli inglesi organizzarono anche un attacco ai forti francesi sulla terraferma, ma vennero respinti. Malgrado Versailles avesse tentato di convincere gli ambasciatori di Londra e Hannover, le navi inglesi continuarono a ostacolare quelle francesi: furono catturate, con atti di vera e propria pirateria, oltre trecento navi francesi.
Il governo centrale di Londra ignorò l'ultimatum francese e nel gennaio 1756 le due potenze entrarono in guerra. I francesi erano notoriamente poco interessati alle situazioni extraeuropee: a Versailles non ci si preoccupò troppo quando le desolate terre del Canada passarono in mano britannica; tuttavia, si concentrarono tutte le forze per sconfiggere i britannici in India, importantissima regione ricca di scali commerciali.
La flotta francese ottenne qualche vittoria (a Minorca la flotta britannica fu annientata), ma il bilancio conclusivo non fu favorevole alla Francia. Con la fine delle ostilità, Luigi XV perse il controllo del Senegal e dell'isola di Gorea in Africa, del Bengala in Oriente; in America la colonia del Québec passava agli inglesi così come Guadalupa, Martinica, Grenada, Saint Lucia e Saint-Vincent. Le stesse coste francesi furono spesso oggetto di attacchi da parte delle navi inglesi.

### Ultimi anni

#### Tentativo di assassinio
Il 5 gennaio 1757 Luigi XV si trovava a Versailles. Era andato a fare visita alla figlia e verso sera aveva deciso di recarsi al palazzo del Grand Trianon, dove avrebbe passato la notte. Mentre passava tra due ali di soldati, dal buio apparve un uomo che si gettò sul sovrano pugnalandolo alla spalla. Il re cadde a terra e richiese subito di potere vedere un confessore. Il pugnale non aveva leso organi vitali in quanto il re, a causa del clima molto rigido di quei giorni, indossava abiti particolarmente pesanti. L'attentatore, subito bloccato dalle guardie, si chiamava Robert François Damiens. Damiens venne torturato per scoprire se avesse avuto dei complici, ma emerse che l'uomo, servitore di parlamentari e sofferente di disturbi mentali, aveva probabilmente sviluppato il suo proposito criminoso a seguito dei discorsi critici verso il monarca, frequenti nel suo ambiente di lavoro.
Luigi XV era disponibile a perdonare, ma si trattava sempre del primo tentativo di regicidio in Francia dal 1610, quando Enrico IV era stato assassinato da François Ravaillac, e un processo era quindi inevitabile. Torturato e condannato a morte dal Parlamento di Parigi, Damiens venne giustiziato il 28 marzo 1757 sulla pubblica piazza, mediante squartamento, metodo di esecuzione riservato ai traditori e ai regicidi.
La crudele messa a morte di Damiens venne duramente criticata dai "Philosophes", che videro in essa un ritorno alla brutalità di tempi ormai passati. In verità, le metodologie dell'esecuzione non erano state decise dal re, che non volle nemmeno assistere, ma dai membri del Parlamento di Parigi, i quali speravano di riconciliarsi in questo modo con il monarca, dopo la loro opposizione alla "tassa sul ventesimo" e il loro appoggio ai Giansenisti contro il volere del re (oltre che per il fatto che Damiens lavorava quotidianamente proprio per uno di loro). Pare che Luigi XV, dopo l'esecuzione, si fece fare un resoconto, ma dopo la descrizione delle torture e della morte di Damiens, il re, visibilmente sconvolto, si ritirò nella sua stanza e pianse lungamente sopra il letto. In seguito disse alla Pompadour che i responsabili morali dell'attentato erano appunto i parlamentari stessi: «Senza questi consiglieri e questi presidenti, non sarei mai stato colpito da quel signore, sono stati i loro discorsi a sconvolgergli la testa».
Durante la convalescenza di Luigi XV, la Luogotenenza del regno venne assunta dal figlio Luigi Ferdinando, che entrò nel Consiglio di Stato. Il sovrano poté comunque tornare allo svolgimento delle sue mansioni in breve tempo.
Luigi XV si distinse anche, però, per alcune iniziative giudiziarie imparziali e corrette: spinto dalla Pompadour e dalla campagna di Voltaire presso l'opinione pubblica, prese posizione nel caso Calas, ricevendo la famiglia del commerciante protestante giustiziato a Tolosa, e annullando poi la sentenza ingiusta del Parlamento, riabilitando la memoria dell'uomo.

#### Tramonto del Re
Caduto in un profondo stadio di sfiducia, il re congedò i suoi ministri e si affidò a Choiseul.
Il ministro sviluppò la potenza della marina militare francese e strinse accordi con la Spagna: in una eventuale nuova guerra marittima con la Gran Bretagna, l'appoggio di una nazione con grandi tradizioni navali come la Spagna era infatti fondamentale. Riformò anche l'esercito, convertendo le fabbriche di armi da private a statali e trasformando l'artiglieria in un settore dell'esercito dipendente dalla Corona. Fu soprattutto per opera di Choiseul che i gesuiti furono processati, tassati e costretti a non essere più operativi sul suolo francese. A livello extraeuropeo tentò, anche se con scarsa fortuna, di colonizzare il Madagascar e la Guiana francese.
Nel 1764, morì Madame de Pompadour, rimpianta da tutti, a dire dell'ambasciatore britannico, tranne che dal popolo. La morte della favorita del re, gettò Luigi in un nuovo periodo di profonda depressione. Nel giro di pochi anni, il sovrano perse la moglie, affetta dalla tubercolosi, il figlio Luigi Ferdinando (per la stessa malattia), il nipote maschio erede al trono, duca di Borgogna e la figlia Elisabetta, duchessa di Parma. Ma ben presto al re venne presentata una giovane donna: il suo nome era Jeanne Bécu, conosciuta poi come Madame du Barry. La giovane conquistò il re, che non poté più staccarsi da lei e la presentò alla corte, davanti a una folla di aristocratici sbigottiti.

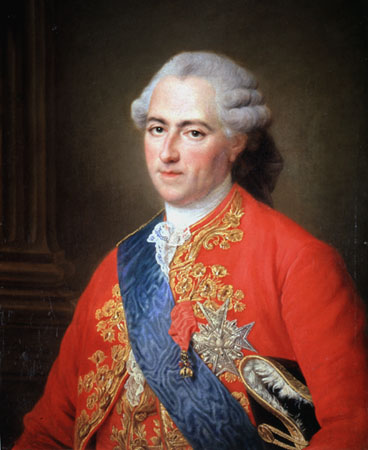
Luigi XV l'anno precedente la morte (1773)

Il re, oltre a essere stato ormai ribattezzato le Mal-Aimè (il mal-amato, in contrapposizione al suo precedente soprannome) era oggetto delle satire più feroci, di cui faceva le spese la statua equestre che s'era fatto erigere nel 1763 sull'attuale Place de la Concorde (al tempo Place Louis XV, poi Place de la Révolution): una volta al collo della statua comparvero dei versi anonimi destinati a rimanere celebri (Oh, il bel monumento! Oh, il bel piedistallo! / Le Virtù sono a piedi, il Vizio va a cavallo!), mentre in un'altra occasione, la statua fu ritrovata bendata, come a dimostrare che ormai il re non "vedesse" più i reali bisogni del suo popolo.

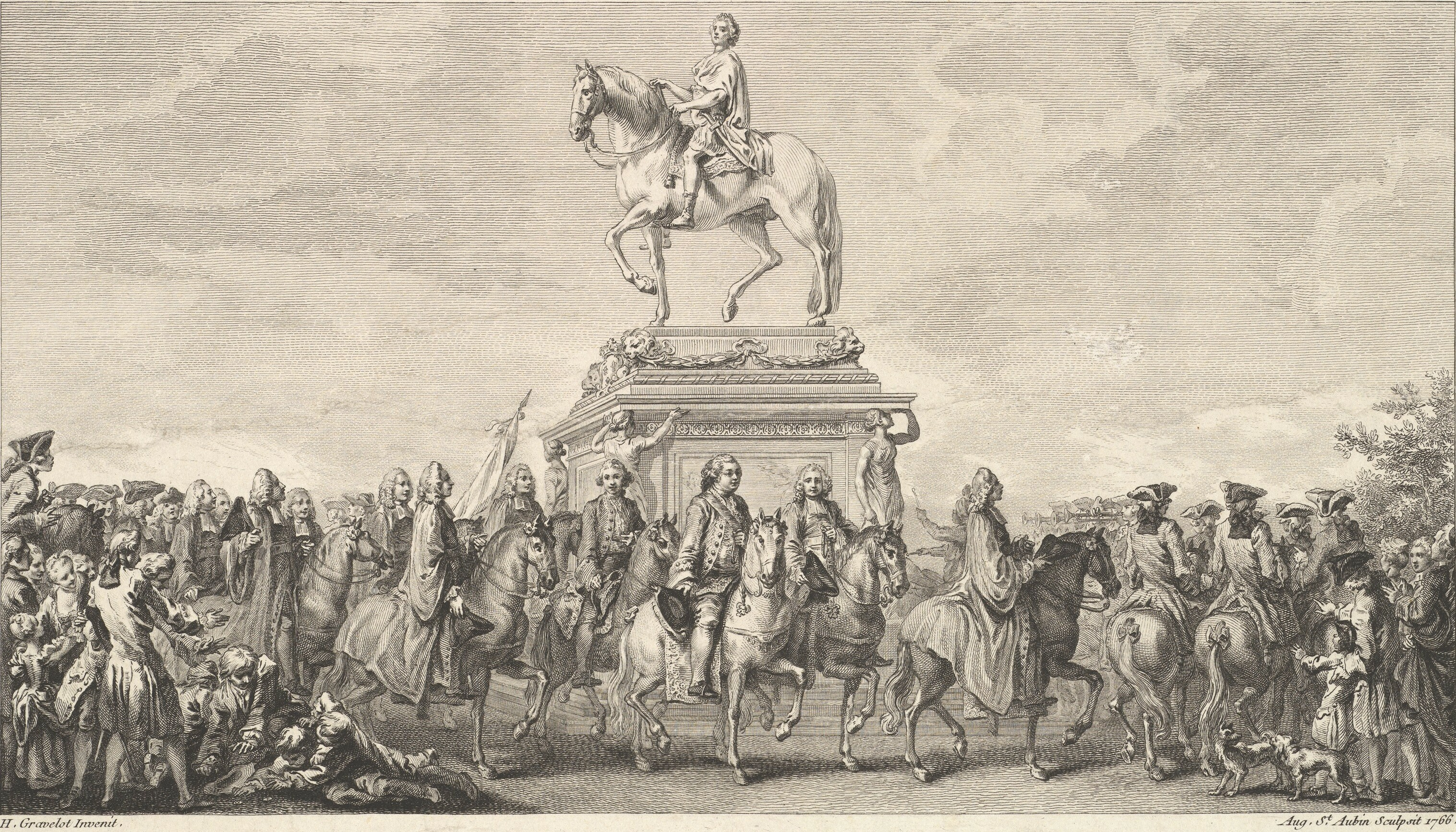
Inaugurazione della statua equestre di Luigi XV (1766), distrutta durante la rivoluzione

Intanto il ministro Choiseul, che si era alleato con i parlamenti, aumentandone molto l'influenza, cominciava a perdere il favore del sovrano. Inoltre la du Barry, pur non interessandosi di politica, aveva una profonda disistima per il ministro. Uno degli ultimi atti di Choiseul fu quello di combinare un matrimonio tra il delfino, Luigi Augusto e la figlia dell'imperatrice Maria Teresa, Maria Antonietta d'Austria. Il re aveva invece rifiutato il secondo matrimonio con la figlia maggiore di Maria Teresa, Maria Elisabetta, sfigurata dal vaiolo. La caduta di Choiseul avvenne nel dicembre del 1770, quando il ministro propose al Consiglio del re di appoggiare la Spagna contro la Gran Bretagna nella difesa delle isole Falkland: gli avversari del ministro si opposero a una nuova dichiarazione di guerra e il re cacciò Choiseul in esilio nella sua residenza di campagna. Il governo era ora nelle mani di d'Aiguillon, Maupeou e Terray. I tre ministri si impegnarono per ristabilire l'autorità della monarchia assoluta; il potere dei parlamentari venne notevolmente diminuito e la tassa vingtiéme fu introdotta, portando una maggiore equità nelle distribuzione delle tasse. Il secret di Luigi cominciava ora a manifestare punti deboli e a essere scoperto.
Ad aprile del 1774 Luigi si ammalò; nel 1728 Luigi XV aveva contratto la varicella, che i medici diagnosticarono erroneamente come vaiolo; convinto di aver contratto la malattia, il re non si sottopose mai alla procedura immunizzante della variolizzazione. Negli anni aveva avuto delle ricadute di herpes zoster, ma era sempre guarito, mentre questa volta peggiorò inesorabilmente, finché i medici si accorsero che si trattava davvero di vaiolo. Il re si spense nei suoi appartamenti di Versailles il 10 maggio 1774. La causa fu stabilita in setticemia con complicazioni polmonari causata dal vaiolo. Fu l'unico re a non ricevere omaggi funebri, e il corpo fu trasportato in fretta e di notte sia per evitare il contagio sia il dileggio della folla come era accaduto al feretro di Luigi XIV.
Già il 4 maggio aveva scoperto che la malattia che lo affliggeva era arrivata a un punto inarrestabile. Aveva congedato la du Barry, facendole lasciare la reggia e salutato tutti i membri della corte a lui più vicini, restando solo con il confessore mentre gli altri, famigliari compresi, si tenevano a debita distanza per evitare il contagio. Dopo 58 anni di regno, Luigi XV morì e fu tumulato nella basilica di Saint-Denis, assieme ai corpi dei suoi antenati.
Ereditava il trono suo nipote Luigi Augusto, Luigi XVI, che avrebbe regnato sino al 1792, anno dell'istituzione della repubblica, finendo poi ghigliottinato nel 1793.

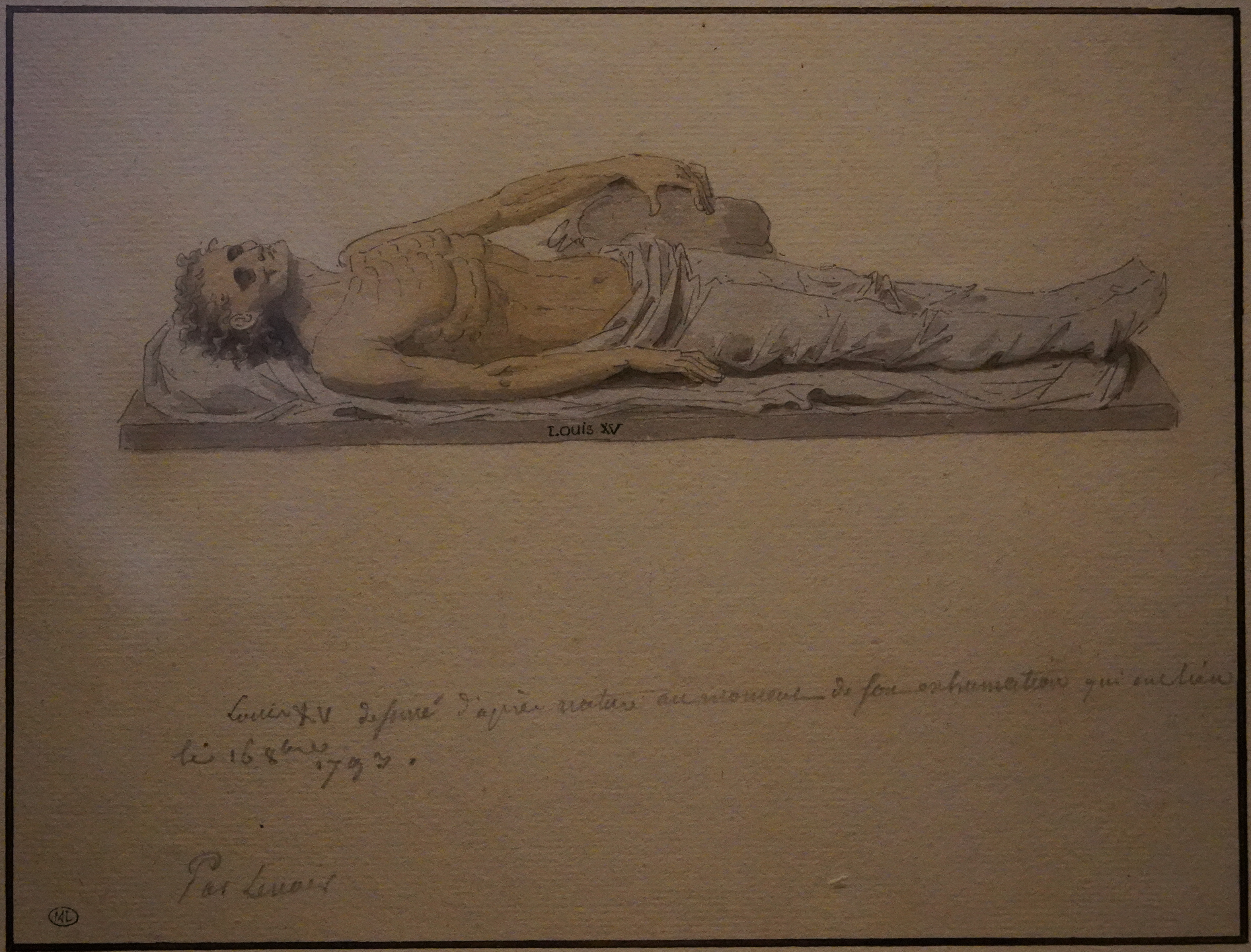
Disegno del corpo di Luigi XV così come apparve durante l'esumazione avvenuta nelle profanazioni delle tombe reali durante la rivoluzione, 19 anni dopo la sua morte

Durante la Rivoluzione francese, le tombe reali furono profanate, in parte per recuperare il piombo dalle bare, ma soprattutto per celebrare il primo anniversario dell’abolizione della monarchia. Il 16 ottobre 1793 (lo stesso giorno dell’esecuzione di Maria Antonietta), il sepolcro e la bara del re furono distrutti e aperti. Due relazioni testimoniano l’evento: Dom Poirée, monaco benedettino dell’Abbazia, lo descrisse così; la bara non fu aperta all’interno dell’abbazia, ma piuttosto ai margini della fossa. Il corpo del Re, avvolto strettamente in teli e bende, appariva integro e ben conservato. Tuttavia, una volta rimosso l’involucro, esso “non offriva più la figura d’un cadavere”. L’intero corpo era in putrefazione, e un fetore così insopportabile si diffuse nell’aria da rendere impossibile restare nei paraggi. Per purificare l’aria, i rivoluzionari dovettero bruciare polvere da sparo e sparare diversi colpi di fucile. 
Come descritto sopra, il corpo di Luigi XV — che non era stato imbalsamato, contrariamente alla tradizione dei re di Francia, a causa del vaiolo che lo aveva ucciso — fu ritrovato in uno “stato avanzato di putrefazione e quasi ridotto in polvere”, al punto che i rivoluzionari dovettero purificare l’aria, anche se un disegno del corpo esumato suggerisce il contrario.
Contrariamente alle testimonianze precedenti, Alexandre Lenoir, che fu testimone diretto della profanazione delle tombe reali a Saint-Denis, descrisse l’esumazione di Luigi XV in questi termini:
I resti del monarca furono poi gettati in una fossa comune, insieme a quelli degli altri reali. I corpi furono recuperati solo in parte da Luigi XVIII durante la Restaurazione (il 21 gennaio 1816, quelli dei monarchi ghigliottinati, esattamente un anno dopo gli altri), e furono sepolti nell’Ossario accanto alla cripta dei Borbone, poiché l’identificazione individuale era impossibile — ed è lì che riposano ancora oggi.

## Famiglia e amanti

### Moglie e figli

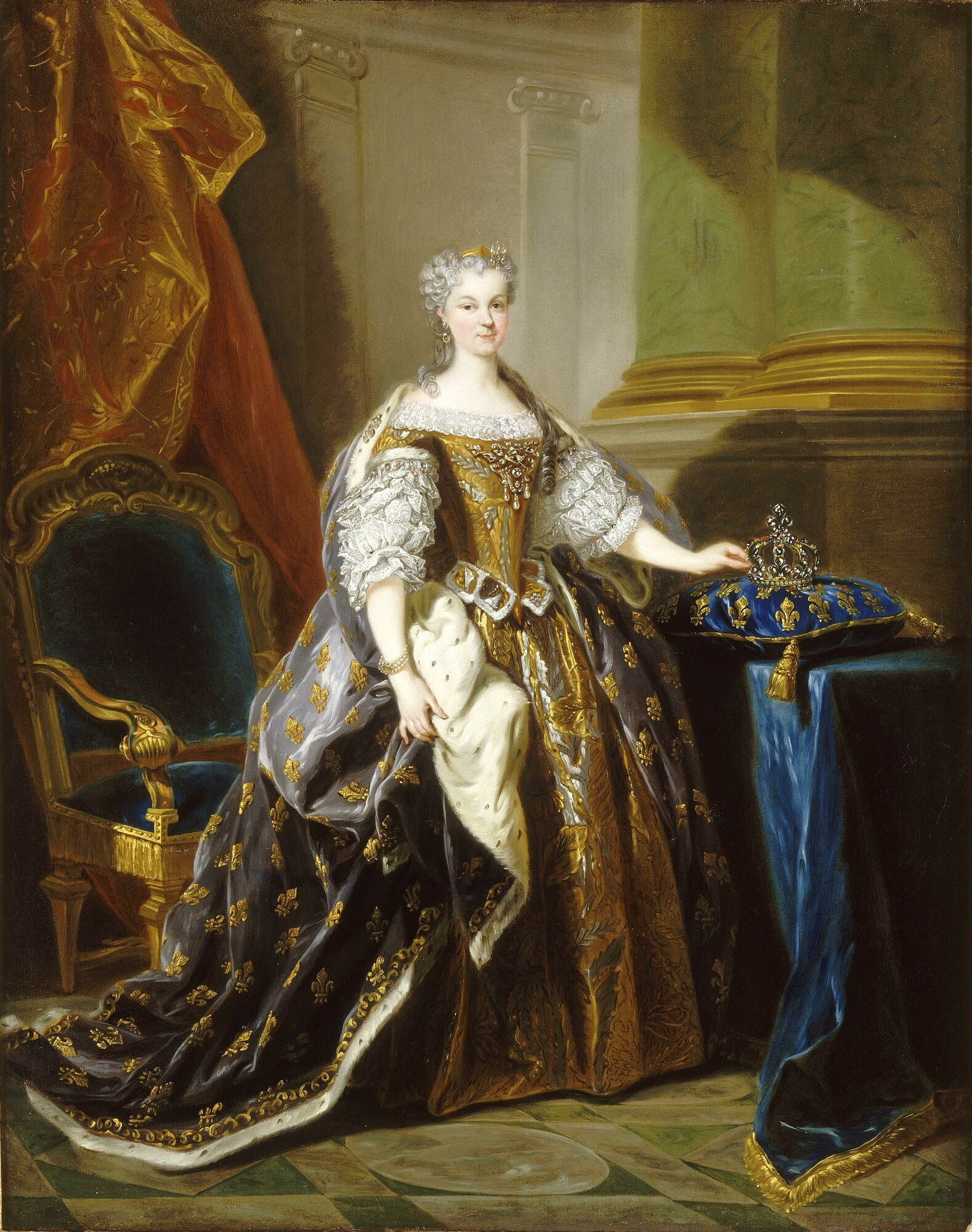
La regina Maria Leszczyńska ritratta da Jean-Baptiste van Loo

Come l'avo Enrico IV e come il bisnonno Luigi XIV, Luigi XV amava molto le donne, ma, come Luigi XIII, con esse si trovava in grande imbarazzo.
Quando venne firmato il suo contratto di matrimonio, Luigi aveva appena quindici anni; la sua sposa sette anni di più. Tutti in Francia erano sbalorditi per la scelta della sposa del re. Il sovrano più potente d'Europa riceveva in sposa infatti una giovane, Maria Leszczyńska, figlia del detronizzato re di Polonia, che non aveva nessuna dote e non era nemmeno particolarmente attraente. Il memorialista Edmond Jean François Barbier scrisse: «Questo matrimonio non piace a nessuno. Stupisce tutti, perché in realtà non si addice in alcun modo al re di Francia». Tuttavia, Luigi dimostrò di essersi innamorato a prima vista verso la sua sposa e la notte delle nozze la coppia reale consumò il matrimonio "sette volte". Nell'arco di pochi anni, dal 1727 al 1737 la regina partorì dieci volte, dando alla luce due figli maschi, dei quali uno, Filippo, morì a tre anni mentre l'altro, Luigi Ferdinando di Borbone-Francia, fece in tempo a raggiungere la maggiore età, ma morì prima del padre.
Il rapporto con la regina fu molto passionale nel primi anni di matrimonio e Luigi inizialmente si rifiutò di prendere amanti, anche quando il suo consiglio gli consigliò di fare ciò, ma col passare degli anni essendo la regina era spesso incinta, dopo un primo periodo di fedeltà, Luigi tradì la moglie ripetutamente, specialmente dopo che la regina ebbe l'ultimo figlio dal re, infatti i medici di corte, temendo per la salute della regina, le consigliarono di smettere di avere rapporti col re, decisione che Maria prese e che sconvolse molto Luigi. Il re quindi in un certo senso finì per "abbandonarla" nei suoi appartamenti, come era successo alla precedente regina, Maria Teresa, costretta a convivere con lo stuolo delle amanti del Re Sole.
Luigi restò sempre teneramente affezionato ai suoi figli, e fu descritto come un ottimo padre amorevole, specialmente alle tante femmine. Il delfino Luigi invece ebbe sempre in odio le tante amanti paterne. Ecco l'elenco dei figli di Luigi XV:
| Nome                                                           | Ritratto | Nascita e morte                   | Note |
| -------------------------------------------------------------- | -------- | --------------------------------- | --- |
| Maria Luisa Elisabetta Duchessa di Parma, Piacenza e Guastalla |          | 14 agosto 1727 6 dicembre 1759    | Sorella gemella di Enrichetta; sposò Filippo, Duca di Parma ed ebbe figli. |
| Anna Enrichetta Madame Seconde                                 |          | 14 agosto 1727 10 febbraio 1752   | Sorella gemella di Elisabetta; morì nubile. |
| Maria Luisa Madame Troisième                                   |          | 28 luglio 1728 19 febbraio 1733   | Morì all'età di quattro anni per un raffreddore. |
| Luigi Ferdinando Delfino di Francia                            |          | 4 settembre 1729 20 dicembre 1765 | Sposò in prime nozze l'Infanta Maria Teresa di Spagna ed ebbe figli; si sposò nuovamente con la Principessa Maria Giuseppina di Sassonia ed ebbe figli, inclusi Luigi XVI, Luigi XVIII e Carlo X. |
| Filippo Duca d'Angiò                                           |          | 30 agosto 1730 17 aprile 1733     | Morì all'età di due anni. |
| Maria Adelaide Duchessa di Louvois                             |          | 23 marzo 1732 27 febbraio 1800    | Morì nubile. |
| Maria Luisa Teresa Vittoria Madame Quatrième                   |          | 11 maggio 1733- 7 giugno 1799     | Morì nubile. |
| Sofia Filippina Elisabetta Giustina Duchessa di Louvois        |          | 17 luglio 1734 3 marzo 1782       | Morì nubile. |
| Figlio senza nome Principe(ssa) di Francia                     |          | 28 marzo 1735                     | Nato morto. |
| Maria Teresa Felicita Madame Sixième                           |          | 16 maggio 1736 28 settembre 1744  | Morì all'età di otto anni di vaiolo. |
| Luisa Maria poi Teresa di S. Agostino Badessa di Saint Denis   |          | 5 luglio 1737 23 dicembre 1787    | Fu una suora e morì nubile. |

### Amanti: Madame de Pompadour e Madame du Barry

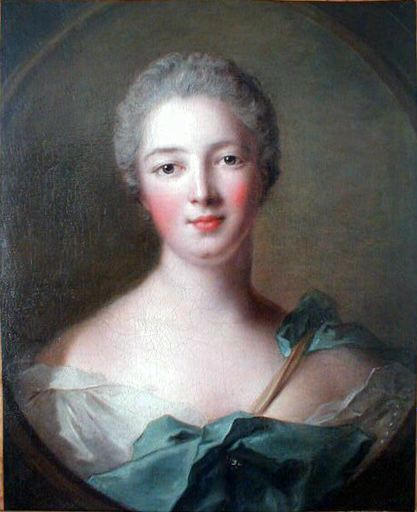
Madame de Pompadour ritratta nel 1748 da Jean-Marc Nattier

Jeanne-Antoinette Poisson nacque nel 1721 da Luise Madeleine de La Motte, una ricca ereditiera borghese e da François Poisson, benché la paternità sulla bambina non gli sia attribuita. La ragazza ricevette una buona educazione in convento e anche nei salotti parigini frequentati da artisti, letterati e filosofi. Grazie alle sue amicizie, riuscì a partecipare al ballo organizzato per festeggiare le nozze del Delfino e in quell'occasione conobbe Luigi XV che ne fece la sua amante. Dopo averle acquistato il titolo di marchesa de Pompadour, Jeanne-Antoinette fu riconosciuta come maîtresse-en-titre, ovverosia amante ufficiale. Madame de Pompadour ebbe notevole influenza sulle arti, sulla moda, sul teatro e sulla musica, dettando lo stile della prima metà del Settecento; a livello filosofico fu sostenitrice delle idee dell'Illuminismo. Ebbe anche notevole importanza a livello politico riuscendo a ottenere cariche per amici e familiari: suo fratello, Abel François Poisson, fu nominato Direttore e ordinatore generale delle costruzioni, giardini, arti e manifatture del re nonché marchese di Marigny. Al suo operato si deve la riuscita del rovesciamento delle alleanze, con il quale la Francia si unì al Sacro Romano Impero, unione che sarebbe stata suggellata nel 1770 dal matrimonio del Delfino Luigi Augusto con l'arciduchessa Maria Antonietta d'Austria. Morì nel 1764 prima di veder realizzati i frutti del suo operato.

Madame du Barry, di Élisabeth Vigée Le Brun

Il re, dopo alcuni anni trascorsi nel ricordo del suo ministro-donna, trovò consolazione in una figura assai diversa, Madame du Barry. Nata nel 1743 o nel 1745 da una donna povera e da padre ignoto, lavorò a Parigi in un negozio di moda. Notata da un nobile, Jean du Barry, riuscì a inserirsi nell'alta società sposandone il fratello, Guillaume du Barry. Divenuta amante del duca di Richelieu, fu notata anche dal re, di cui divenne amante ufficiale nel 1769, suscitando grande scalpore. Poco tempo dopo arrivò alla corte di Versailles, la giovane arciduchessa Maria Antonietta, figlia dell'imperatrice Maria Teresa. La ragazza, profondamente cattolica e appoggiata dalle figlie del re, si oppose all'autorità che la du Barry aveva sulla corte e non la riconobbe nel suo ruolo di amante ufficiale. Avvalendosi del diritto di parola (infatti, un nobile minore non poteva parlare per primo a un membro della famiglia reale), Maria Antonietta rifiutò di rivolgerle la parola scatenando le ire di Madame e quelle del re. Rischiando di rompere la recente alleanza franco-austriaca, la Delfina capitolò, ma soltanto due anni dopo, e il 1º gennaio del 1772 rivolse alla du Barry questa breve frase: «C'è molta gente oggi a Versailles». Il potere di Madame du Barry non fu lungo: nel 1774, alla morte di Luigi XV, fu allontanata dalla corte e Maria Antonietta diventò regina. Madame du Barry visse il resto della sua vita nel suo castello di Louveciennes, dove continuò una vita da cortigiana in esilio, ospitando letterati e artisti (tra i quali Élisabeth Vigée Le Brun) e rimanendo profondamente radicata nei principi monarchici. Durante la rivoluzione fu arrestata e poi ghigliottinata l'8 dicembre 1793 in Place de la Révolution, la stessa piazza un tempo dedicata a Luigi XV.

## Figli illegittimi
Luigi XV ebbe numerosi figli al di fuori del matrimonio:
- da Pauline Félicité de Mailly, marchesa de Vintimille (1712 - 1741)
  - Charles Emmanuel de Vintimille (1741 – 1814), marchese di Luc
- da Louise O'Murphy (deceduta nel 1814)
  - Agathe Louise de Saint-Antoine de Saint-André (1754 – 1774)
- da Marguerite Catherine Haynault, marchesa de Montmélas (1736 - 1823)
  - Agnese Luisa di Montreuil (1760 – 1837)
  - Anna Luisa de La Réole (1762 – 1831)
- da Lucie Madeleine d'Estaing (1743 - 1826)
  - Agnese Lucia Augusta (1761 – 1822)
  - Afrodite Lucia Augusta (1764 – 1819)
- da Anne Couffier de Romans, baronessa de Meilly-Coulonge (1737 - 1808)
  - Luigi Aimé di Borbone, abate (1762 – 1787)
- da Jeanne Louise Tiercelin de la Colleterie, mademoiselle de Bonneval (1746–1779):
  - Benedetto Luigi (Benoit Louis) Le Duc, abate (1764 – 1837)
- da Catherine Éléonore Bénard (1740 – 1769) (presunta):
  - Adélaïde de Saint-Germain, contessa di Montalivet (1769 – 1850)

## Ascendenza
|                                |                             |                                           | Genitori                            |  |  | Nonni |  |  | Bisnonni             |  |  | Trisnonni             |  |
|                                |                             |                                           |                                     |  |  |       |  |  | Luigi XIV di Francia |  |  | Luigi XIII di Francia |  |
|                                |                             |                                           |                                     |  |  |       |  |  | Luigi XIV di Francia |  |  | Luigi XIII di Francia |  |
|                                |                             | Anna d'Austria                            |                                     |  |  |       |  |  | Luigi XIV di Francia |  |  |                       |  |
| Luigi, il Gran Delfino         |                             |                                           |                                     |  |  |       |  |  | Luigi XIV di Francia |  |  |                       |  |
|                                |                             | Maria Teresa d'Asburgo                    | Filippo IV di Spagna                |  |  |       |  |  |                      |  |  |                       |  |
|                                |                             | Maria Teresa d'Asburgo                    | Filippo IV di Spagna                |  |  |       |  |  |                      |  |  |                       |  |
|                                |                             | Maria Teresa d'Asburgo                    | Elisabetta di Borbone-Francia       |  |  |       |  |  |                      |  |  |                       |  |
| Luigi, duca di Borgogna        |                             | Maria Teresa d'Asburgo                    |                                     |  |  |       |  |  |                      |  |  |                       |  |
|                                |                             | Ferdinando Maria di Baviera               | Massimiliano I di Baviera           |  |  |       |  |  |                      |  |  |                       |  |
|                                |                             | Ferdinando Maria di Baviera               | Massimiliano I di Baviera           |  |  |       |  |  |                      |  |  |                       |  |
|                                |                             | Ferdinando Maria di Baviera               | Maria Anna d'Asburgo                |  |  |       |  |  |                      |  |  |                       |  |
| Maria Anna Vittoria di Baviera |                             | Ferdinando Maria di Baviera               |                                     |  |  |       |  |  |                      |  |  |                       |  |
|                                |                             | Enrichetta Adelaide di Savoia             | Vittorio Amedeo I di Savoia         |  |  |       |  |  |                      |  |  |                       |  |
|                                |                             | Enrichetta Adelaide di Savoia             | Vittorio Amedeo I di Savoia         |  |  |       |  |  |                      |  |  |                       |  |
|                                |                             | Enrichetta Adelaide di Savoia             | Maria Cristina di Borbone-Francia   |  |  |       |  |  |                      |  |  |                       |  |
| Luigi XV di Francia            |                             | Enrichetta Adelaide di Savoia             |                                     |  |  |       |  |  |                      |  |  |                       |  |
|                                | Carlo Emanuele II di Savoia | Vittorio Amedeo I di Savoia               |                                     |  |  |       |  |  |                      |  |  |                       |  |
|                                | Carlo Emanuele II di Savoia | Vittorio Amedeo I di Savoia               |                                     |  |  |       |  |  |                      |  |  |                       |  |
|                                | Carlo Emanuele II di Savoia | Maria Cristina di Borbone-Francia         |                                     |  |  |       |  |  |                      |  |  |                       |  |
| Vittorio Amedeo II di Savoia   | Carlo Emanuele II di Savoia |                                           |                                     |  |  |       |  |  |                      |  |  |                       |  |
|                                |                             | Maria Giovanna Battista di Savoia-Nemours | Carlo Amedeo di Savoia-Nemours      |  |  |       |  |  |                      |  |  |                       |  |
|                                |                             | Maria Giovanna Battista di Savoia-Nemours | Carlo Amedeo di Savoia-Nemours      |  |  |       |  |  |                      |  |  |                       |  |
|                                |                             | Maria Giovanna Battista di Savoia-Nemours | Elisabetta di Borbone-Vendôme       |  |  |       |  |  |                      |  |  |                       |  |
| Maria Adelaide di Savoia       |                             | Maria Giovanna Battista di Savoia-Nemours |                                     |  |  |       |  |  |                      |  |  |                       |  |
|                                |                             | Filippo I di Borbone-Orléans              | Luigi XIII di Francia               |  |  |       |  |  |                      |  |  |                       |  |
|                                |                             | Filippo I di Borbone-Orléans              | Luigi XIII di Francia               |  |  |       |  |  |                      |  |  |                       |  |
|                                |                             | Filippo I di Borbone-Orléans              | Anna d'Austria                      |  |  |       |  |  |                      |  |  |                       |  |
| Anna Maria di Borbone-Orléans  |                             | Filippo I di Borbone-Orléans              |                                     |  |  |       |  |  |                      |  |  |                       |  |
|                                |                             | Enrichetta Anna Stuart                    | Carlo I d'Inghilterra               |  |  |       |  |  |                      |  |  |                       |  |
|                                |                             | Enrichetta Anna Stuart                    | Carlo I d'Inghilterra               |  |  |       |  |  |                      |  |  |                       |  |
|                                |                             | Enrichetta Anna Stuart                    | Enrichetta Maria di Borbone-Francia |  |  |       |  |  |                      |  |  |                       |  |
|                                |                             | Enrichetta Anna Stuart                    |                                     |  |  |       |  |  |                      |  |  |                       |  |

## Galleria d'immagini

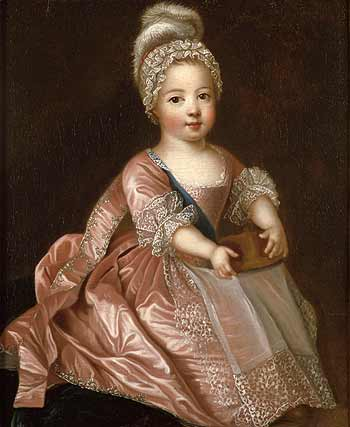
Luigi, duca d'Angiò
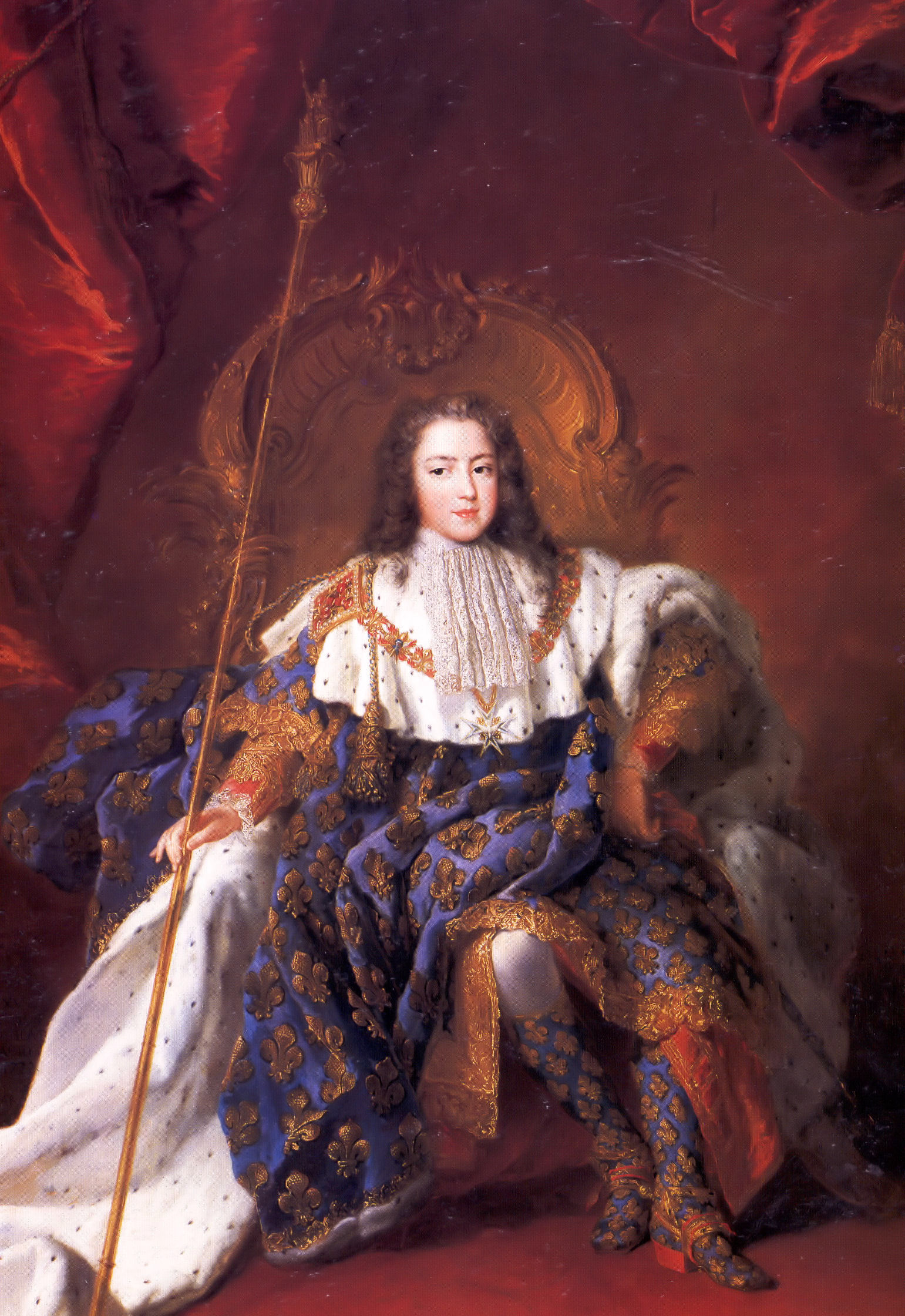
Luigi XV in giovane età ritratto da Alexis Simon Belle
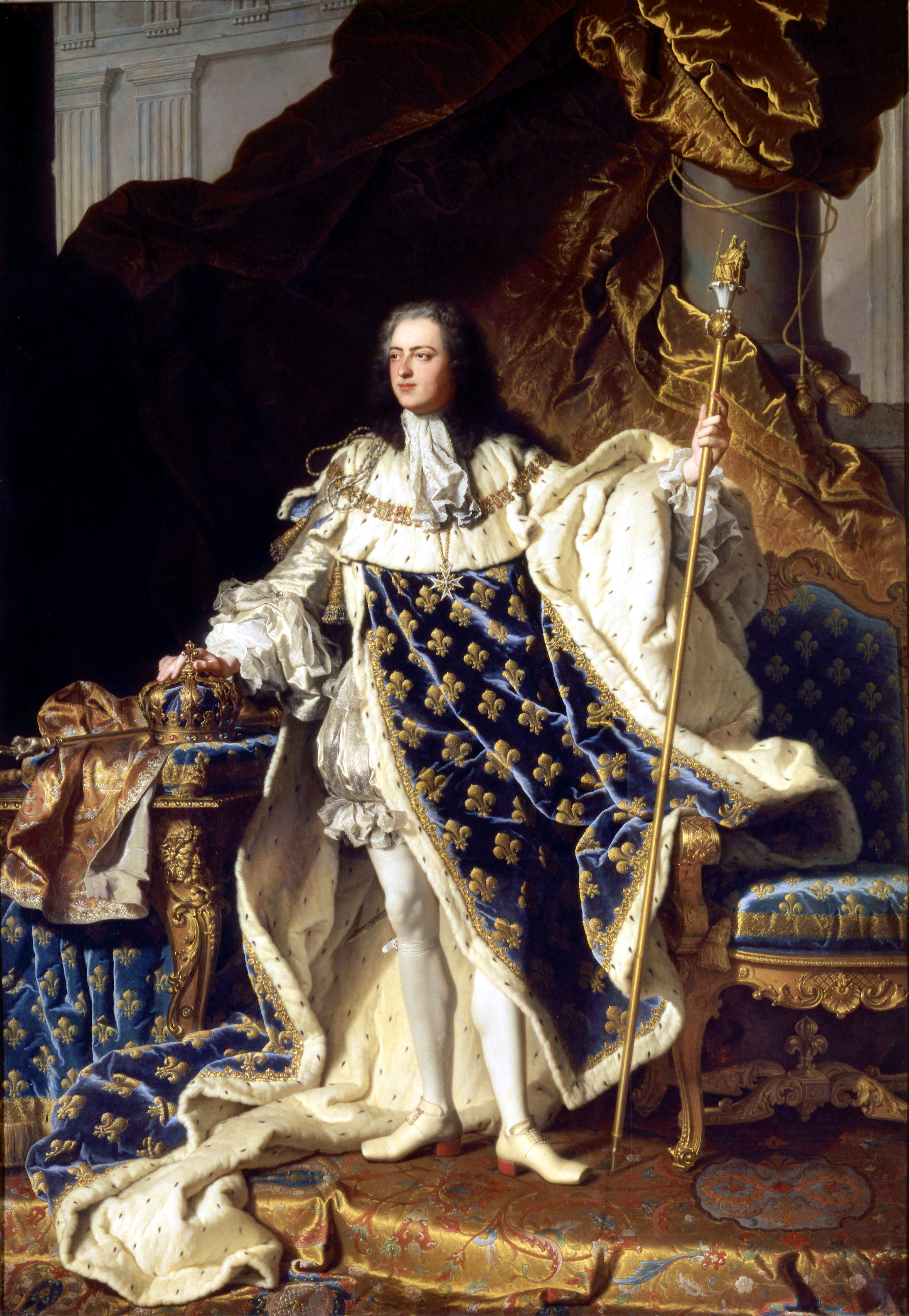
Luigi XV ventenne, dipinto di Hyacinthe Rigaud
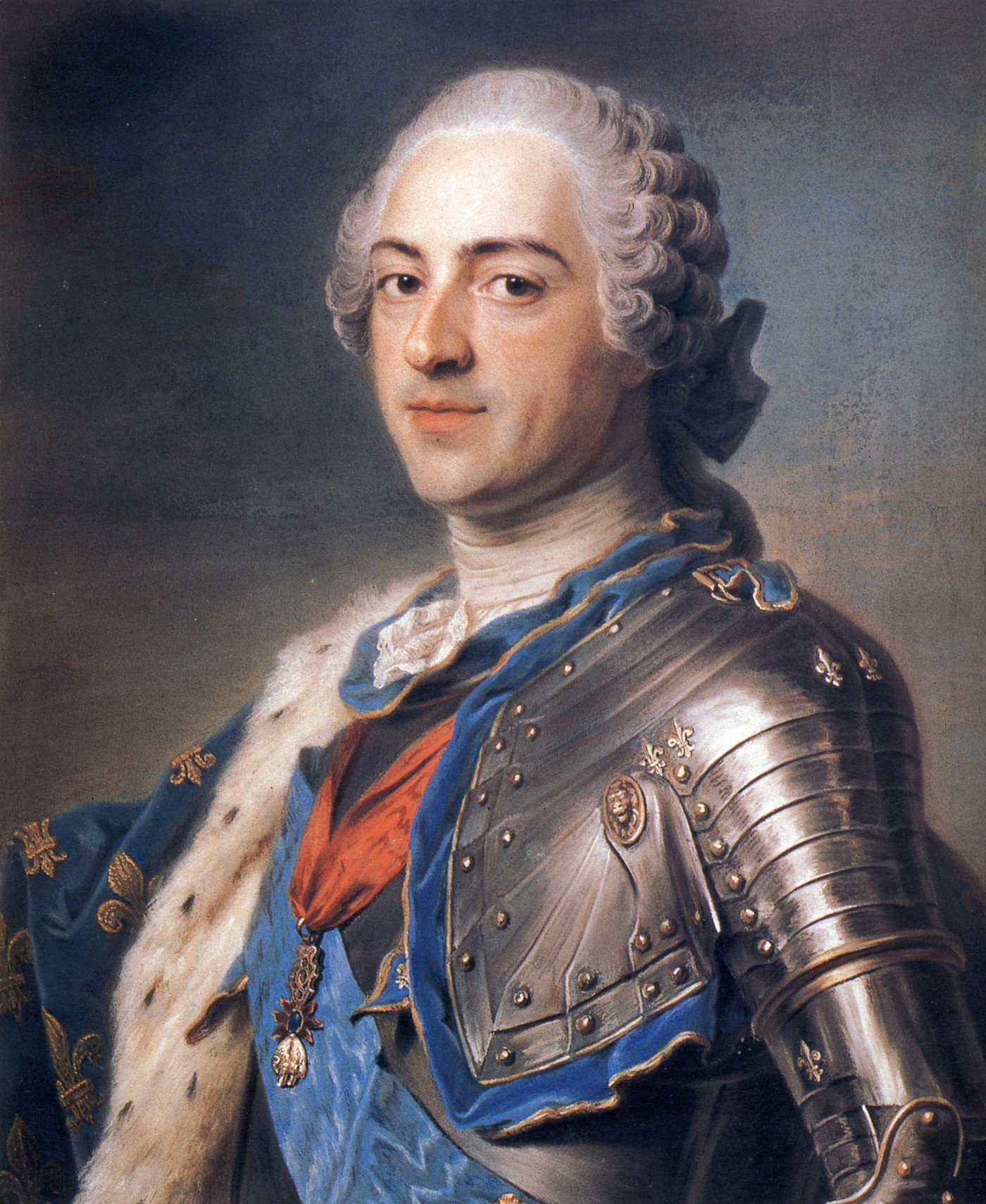
Luigi XV in armatura ritratto da Maurice Quentin de La Tour
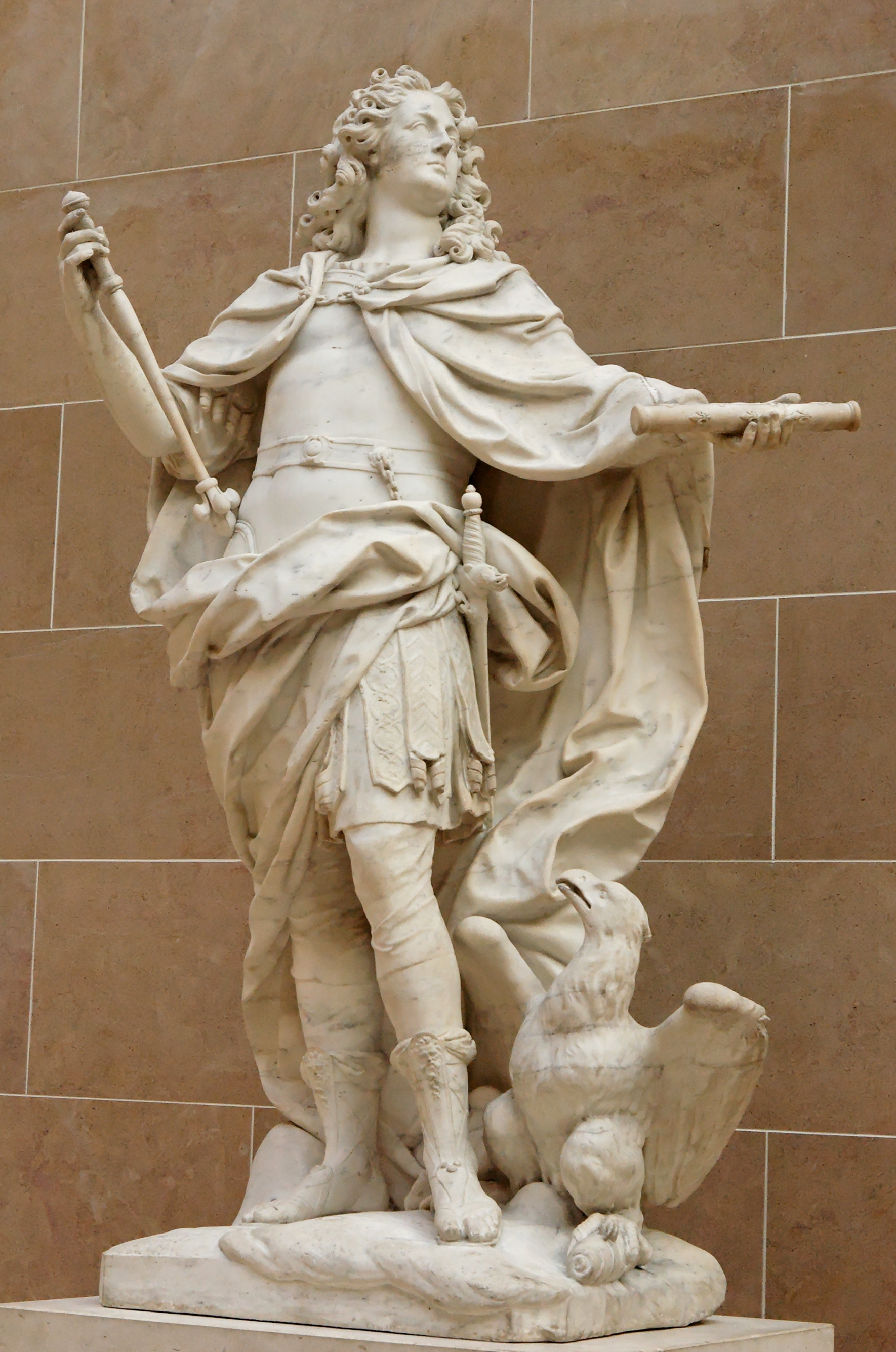
Statua raffigurante Luigi XV come Giove, opera di Nicolas Coustou

## Nella cultura di massa

### Filmografia
| Anno      | Film                                                                         | Attore                                  | Note                              |
| --------- | ---------------------------------------------------------------------------- | --------------------------------------- | --------------------------------- |
| 1912      | Un amour de la du Barry                                                      | Henry Krauss                            | Cortometraggio                    |
| 1915      | DuBarry                                                                      | Richard Thornton                        |                                   |
| 1917      | Madame Du Barry                                                              | Charles Clary                           |                                   |
| 1919      | Madame Du Barry                                                              | Emil Jannings                           |                                   |
| 1920      | La danzatrice Barberina (Die Tänzerin Barberina)                             | Giorgio De Giorgetti                    |                                   |
| 1921      | Exzellenz Unterrock                                                          | Jürgen Fehling                          |                                   |
| 1922      | Marie Antoinette - Das Leben einer Königin                                   | Ludwig Hartau                           |                                   |
| 1923      | Fridericus Rex - 3. Teil: Sanssouci                                          | Leopold von Ledebur                     |                                   |
| 1924      | Monsieur Beaucaire                                                           | Lowell Sherman                          |                                   |
| 1924      | Auf Befehl der Pompadour                                                     | Georges Vaultier                        |                                   |
| 1925      | Fanfan la Tulipe (Fanfan-la-Tulipe)                                          | Jacques Guilhène                        |                                   |
| 1927      | When a Man Loves                                                             | Stuart Holmes                           |                                   |
| 1927      | Madame Pompadour                                                             | Henri Bosc                              |                                   |
| 1928      | L'agente segreto della Pompadour (Marquis d'Eon, der Spion der Pompadour)    | Alfred Gerasch                          |                                   |
| 1930      | Madame Du Barry (Du Barry, Woman of Passion)                                 | William Farnum                          |                                   |
| 1931      | Die Marquise von Pompadour                                                   | Kurt Gerron                             |                                   |
| 1933      | Voltaire                                                                     | Reginald Owen                           |                                   |
| 1935      | La Pompadour (Die Pompadour)                                                 | Anton Edthofer                          |                                   |
| 1935      | I Give My Heart                                                              | Owen Nares                              |                                   |
| 1936      | L'allegro postiglione (Der König lächelt - Paris lacht)                      | Alfred Neugebauer                       |                                   |
| 1938      | Maria Antonietta (Marie Antoinette)                                          | John Barrymore                          |                                   |
| 1939      | The Little Father of the Wilderness                                          | Dennis Arundell                         | Film televisivo                   |
| 1940      | La prima donna che passa                                                     | Mario Giannini                          |                                   |
| 1943      | Mademoiselle Du Barry (Du Barry Was a Lady)                                  | Red Skelton                             |                                   |
| 1946      | Monsieur Beaucaire (Monsieur Beaucaire)                                      | Reginald Owen                           |                                   |
| 1949      | Cagliostro Gli spadaccini della Serenissima                                  | Robert Atkins                           |                                   |
| 1952      | Fanfan la Tulipe (Fanfan la Tulipe)                                          | Marcel Herrand                          |                                   |
| 1954      | Versailles (Si Versailles m'était conté)                                     | Jean Marais                             |                                   |
| 1954      | Madame du Barry (Madame du Barry)                                            | André Luguet                            |                                   |
| 1955      | Napoleone Bonaparte (Napoléon)                                               | Maurice Escande                         |                                   |
| 1956      | Maria Antonietta regina di Francia (Marie-Antoinette reine de France)        | Aimé Clariond                           |                                   |
| 1957      | "Le chevalier d'Éon", episodio della serie Énigmes de l'histoire             | Alain Nobis                             |                                   |
| 1958      | Agli ordini del re (La Tour, prends garde!)                                  | Jean Lara                               |                                   |
| 1959      | Storie d'amore proibite (Le secret du Chevalier d'Éon)                       | Jean Desailly                           |                                   |
| 1966      | Le chevalier d'Harmental                                                     | Pascal Bressy                           | Serie televisiva                  |
| 1970      | De baron von Münchhausen                                                     | Henk van Ulsen                          | Serie televisiva                  |
| 1970      | "Die Sache mit Palapolo", episodio della serie Der Kurier der Kaiserin       | Wolfgang Spier                          |                                   |
| 1971      | "Hexereien", episodio della serie Der Kurier der Kaiserin                    | Hans Habietinek                         |                                   |
| 1972      | Figaro-ci, Figaro-là                                                         | Dominique Rozan                         | Film televisivo                   |
| 1973      | Monsieur Pompadour                                                           | Georges Guétary                         | Film televisivo                   |
| 1973-1974 | Joseph Balsamo                                                               | Guy Tréjan Alf Marholm                  | Miniserie televisiva              |
| 1975      | L'attentat de Damiens                                                        | Hubert Gignoux                          | Film televisivo                   |
| 1975-1976 | Marie-Antoinette                                                             | Robert Rimbaud                          | Miniserie televisiva              |
| 1977      | L'enlèvement du régent - Le chevalier d'Harmental                            | Rodolphe Marin                          | Film televisivo                   |
| 1978      | "Les orages de Prusse", episodio della serie Ce diable d'homme               | Jean-Claude Houdinière                  |                                   |
| 1980      | Lady Oscar (Versailles no bara to onnatachi)                                 | Hisashi Katsuda (voce)                  | Serie televisiva d'animazione     |
| 1987      | Casanova, il veneziano (Casanova)                                            | Jean-Pierre Cassel                      | Film televisivo                   |
| 1989      | La comtesse de Charny                                                        | Jacques Toja                            | Miniserie TV                      |
| 1990      | King of the Wind                                                             | Paul Spurrier                           |                                   |
| 1991      | "Le style Pompadour", episodio della serie I classici dell'erotismo          | Pierre-François Pistorio                |                                   |
| 1992      | From Time to Time                                                            | Jean Rochefort                          |                                   |
| 1996      | Madame Pompadour                                                             | Hans-Günter Martens                     | Film televisivo                   |
| 1996      | L'insolente Beaumarchais l'insolent()                                        | Michel Serrault                         |                                   |
| 2002      | Il giovane Casanova                                                          | François Berléand                       | Film televisivo                   |
| 2003      | La bête du Gévaudan                                                          | Jaroslav Vízner                         | Film televisivo                   |
| 2003      | Il tulipano d'oro (Fanfan la Tulipe)                                         | Didier Bourdon                          |                                   |
| 2004      | Das unbezähmbare Herz                                                        | Miroslav Nemec                          | Film televisivo                   |
| 2006      | "Finestre nel tempo", episodio della serie Doctor Who                        | Ben Turner                              | Serie televisiva fantascientifica |
| 2006      | Marie Antoinette (Marie Antoinette)                                          | Rip Torn                                |                                   |
| 2006      | Le Chevalier D'Eon (Shuvarie)                                                | Tetsu Inada (voce)                      | Serie televisiva d'animazione     |
| 2006      | Jeanne Poisson, Marquise de Pompadour                                        | Vincent Pérez                           | Film televisivo                   |
| 2006      | Maria Antonietta (Marie-Antoinette)                                          | Paul Savoie                             | Film televisivo                   |
| 2007      | Voltaire et l'affaire Calas                                                  | Edmond Vullioud                         | Film televisivo                   |
| 2007      | Carlo Goldoni: Venezia, Gran Teatro del Mondo                                | Roberto Maurizio                        |                                   |
| 2008      | Luigi XIV - Il sogno di un Re (Versailles, le rêve d'un roi)                 | Gabriel Hallali                         | Film televisivo                   |
| 2008      | Perom i shpagoy                                                              | Yuriy Vladovskiy                        | Miniserie televisiva              |
| 2009      | Luigi XV - Il sole nero (Louis XV, le soleil noir)                           | Stanley Weber Gabriel Hallali (bambino) |                                   |
| 2013      | "Le crime de l'hôtel Saint-Florentin", episodio della serie Nicolas Le Floch | Pierre Remund                           |                                   |
| 2014      | Les 3 vies du chevalier                                                      | Marius Javel                            |                                   |
| 2014      | Simiocratie                                                                  | Jean-Marie Winling                      |                                   |
| 2015      | Casanova                                                                     | James Flynn                             | Film televisivo                   |
| 2022      | Maria Antonietta                                                             | James Purefoy                           | Serie televisiva                  |
| 2023      | Jeanne du Barry - La favorita del re                                         | Johnny Depp                             |                                   |